# Olympische Sommerspiele 2024/Teilnehmer (Deutschland)
| Gelbes Symbol für Goldmedaillen mit stilisierten Olympischen Ringen | Graues Symbol für Silbermedaillen mit stilisierten Olympischen Ringen | Braundes Symbol für Bronzemedaillen mit stilisierten Olympischen Ringen |
| ------------------------------------------------------------------- | --------------------------------------------------------------------- | ----------------------------------------------------------------------- |
| 12                                                                  | 13                                                                    | 8                                                                       |

Deutschland nahm an den Olympischen Spielen 2024 vom 26. Juli bis zum 11. August 2024 in Paris mit 454 Athleten (232 Männer, 222 Frauen) teil. Es war die insgesamt 26. Teilnahme einer gesamt- beziehungsweise bundesdeutschen Mannschaft an Olympischen Sommerspielen.
Das deutsche Team wurde erstmals von Olaf Tabor als Chef de Mission angeführt. Die offizielle Nominierung der Athleten für die erreichten Quotenplätze erfolgte seitens des DOSB in vier Phasen. Am 14. Mai wurden die ersten 13 Sportler nominiert. Am 4. Juni wurde das Team um 54, am 25. Juni um 101 und am 2. Juli um 215 Athleten erweitert. Am 5. Juli wurden abschließend 81 Leichtathleten nominiert. Eine weitere Nachnominierung von sieben Athleten fand am 8. Juli 2024 statt.
Durch ihren Sieg mit der Mannschaft als auch der Silbermedaille in der Einzel-Dressurkonkurrenz wurde Isabell Werth vor Birgit Fischer zur geschlechtsübergreifend erfolgreichsten deutschen Olympionikin.

## Fahnenträger
Seit den Olympischen Sommerspielen 2016 in Rio de Janeiro werden die deutschen Fahnenträger per Online-Abstimmung ausgewählt. Bei der zweigeteilten Wahl bestimmten Öffentlichkeit und Athleten zu je der Hälfte, wer die deutsche Mannschaft anführen darf. Wie auch schon 2021 in Tokio trugen ein Mann und eine Frau gemeinsam die Fahne. Die Wahl fand im Zeitraum zwischen dem 15. und 21. Juli 2024 statt.
Zur Auswahl standen bei den Frauen:
- Jessica von Bredow-Werndl (Reiten, Doppelolympiasiegerin in Tokio und Weltmeisterin 2018),
- Alexandra Popp (Fußball, Kapitänin der deutschen Nationalmannschaft und Olympiasiegerin 2016) und
- Anna-Maria Wagner (Judo, zweifache Weltmeisterin und zwei Bronzemedaillen bei den Spielen in Tokio).

Bei den Männern entschied sich die Wahl zwischen:
- Christian Reitz (Schießen, dreifacher Weltmeister und Olympiasieger 2016),
- Dennis Schröder (Basketball, Kapitän der deutschen Nationalmannschaft und Weltmeister 2023) und
- Alexander Zverev (Tennis, Olympiasieger 2021 und zweifacher Gewinner der ATP Finals).

Am 23. Juli 2024 gab der DOSB bekannt, dass Anna-Maria Wagner und Dennis Schröder bei der Eröffnungsfeier auf der Seine gemeinsam die deutsche Fahne tragen werden.
Bei der Abschlussfeier durften mit der Triathletin Laura Lindemann und dem Kanuten Max Rendschmidt zwei Olympiasieger der Spiele in Paris gemeinsam die deutsche Fahne ins Stade de France tragen.

## Medaillen

### Medaillenspiegel
| Rang   | Sportart                   | Gold | Silber | Bronze | Gesamt |
| ------ | -------------------------- | ---- | ------ | ------ | ------ |
| 1      | Reiten                     | 4    | 1      | –      | 5      |
| 2      | Kanurennsport              | 2    | 1      | 1      | 4      |
| 3      | Leichtathletik             | 1    | 2      | 1      | 4      |
| 4      | Schwimmen                  | 1    | 1      | 1      | 3      |
| 5      | Rudern                     | 1    | –      | 1      | 2      |
| 6      | Basketball                 | 1    | –      | –      | 1      |
| 6      | Rhythmische Sportgymnastik | 1    | –      | –      | 1      |
| 6      | Triathlon                  | 1    | –      | –      | 1      |
| 9      | Bahnrad                    | –    | 1      | 1      | 2      |
| 9      | Kanuslalom                 | –    | 1      | 1      | 2      |
| 11     | Beachvolleyball            | –    | 1      | –      | 1      |
| 11     | Bogenschießen              | –    | 1      | –      | 1      |
| 11     | Golf                       | –    | 1      | –      | 1      |
| 11     | Handball                   | –    | 1      | –      | 1      |
| 11     | Hockey                     | –    | 1      | –      | 1      |
| 11     | Judo                       | –    | 1      | –      | 1      |
| 17     | Boxen                      | –    | –      | 1      | 1      |
| 17     | Fußball                    | –    | –      | 1      | 1      |
| Gesamt | Gesamt                     | 12   | 13     | 8      | 33     |

### Medaillengewinner
| Name/n | Sportart                   | Wettkampf             |
| --- | -------------------------- | --------------------- |
| Gold |                            |                       |
| Svenja Brunckhorst Sonja Greinacher Marie Reichert Elisa Mevius | Basketball                 | 3×3                   |
| Max Lemke Jacob Schopf | Kanurennsport              | K2 500 m              |
| Max Rendschmidt Max Lemke Jacob Schopf Tom Liebscher-Lucz | Kanurennsport              | K4 500 m              |
| Yemisi Ogunleye | Leichtathletik             | Kugelstoßen           |
| Jessica von Bredow-Werndl | Reiten                     | Dressur Einzel        |
| Jessica von Bredow-Werndl Frederic Wandres Isabell Werth | Reiten                     | Dressur Mannschaft    |
| Christian Kukuk | Reiten                     | Springreiten Einzel   |
| Michael Jung | Reiten                     | Vielseitigkeit Einzel |
| Darja Varfolomeev | Rhythmische Sportgymnastik | Mehrkampf Einzel      |
| Oliver Zeidler | Rudern                     | Einer                 |
| Lukas Märtens | Schwimmen                  | 400 m Freistil        |
| Tim Hellwig Lisa Tertsch Lasse Lührs Laura Lindemann | Triathlon                  | Staffel               |
| Silber |                            |                       |
| Lea Sophie Friedrich | Bahnradsport               | Sprint                |
| Nils Ehlers Clemens Wickler | Beachvolleyball            | Männer                |
| Michelle Kroppen Florian Unruh | Bogenschießen              | Mannschaft Mixed      |
| Esther Henseleit | Golf                       | Einzel                |
| Rune Dahmke Justus Fischer Johannes Golla Marko Grgić Kai Häfner Sebastian Heymann Tim Hornke Juri Knorr Jannik Kohlbacher Julian Köster Lukas Mertens David Späth Christoph Steinert Renārs Uščins Luca Witzke Andreas Wolff                                                                      | Handball                   | Männer                |
| Jean-Paul Danneberg Mats Grambusch Tom Grambusch Johannes Große Malte Hellwig Teo Hinrichs Paul-Philipp Kaufmann Moritz Ludwig Marco Miltkau Hannes Müller Mathias Müller Gonzalo Peillat Thies Prinz Christopher Rühr Niklas Wellen Justus Weigand Lukas Windfeder Martin Zwicker                 | Hockey                     | Männer                |
| Miriam Butkereit | Judo                       | Mittelgewicht         |
| Paulina Paszek Jule Hake Pauline Jagsch Sarah Brüßler | Kanurennsport              | K4 500 m              |
| Elena Lilik | Kanuslalom                 | Einer-Canadier        |
| Leo Neugebauer | Leichtathletik             | Zehnkampf             |
| Malaika Mihambo | Leichtathletik             | Weitsprung            |
| Isabell Werth | Reiten                     | Dressur Einzel        |
| Oliver Klemet | Schwimmen                  | 10 km Freiwasser      |
| Bronze |                            |                       |
| Lea Sophie Friedrich Pauline Grabosch Emma Hinze | Bahnradsport               | Teamsprint            |
| Nelvie Tiafack | Boxen                      | Superschwergewicht    |
| Nicole Anyomi Ann-Katrin Berger Jule Brand Klara Bühl Sara Doorsoun Vivien Endemann Laura Freigang Merle Frohms Giulia Gwinn Marina Hegering Kathrin Hendrich Sarai Linder Sydney Lohmann Janina Minge Sjoeke Nüsken Alexandra Popp Felicitas Rauch Lea Schüller Bibiane Schulze Solano Elisa Senß | Fußball                    | Frauen                |
| Paulina Paszek Jule Hake | Kanurennsport              | K2 500 m              |
| Noah Hegge | Kanuslalom                 | K1 Cross              |
| Alexandra Burghardt Lisa Mayer Gina Lückenkemper Rebekka Haase Sophia Junk | Leichtathletik             | 4 × 100 m             |
| Maren Völz Tabea Schendekehl Leonie Menzel Pia Greiten | Rudern                     | Doppelvierer          |
| Isabel Gose | Schwimmen                  | 1500 m Freistil       |

## Teilnehmer nach Sportarten

### Badminton
Über die Race-to-Paris-Rangliste konnten Yvonne Li im Fraueneinzel und Fabian Roth im Männereinzel namentliche Quotenplätze erreichen. Zudem qualifizierte sich das Männerdoppel, bestehend aus Mark Lamsfuß und Marvin Seidel, für die Spiele in Paris. Im Frauen- und Mixed-Doppel verpassten deutsche Teams die Qualifikation. Im Frauendoppel wurde Deutschlands bestes Doppel mit Linda Efler und Isabel Lohau auf Platz 38 der Rangliste geführt, das beste Mixed-Doppel Mark Lamsfuß und Isabel Lohau war 32. zum Abschluss des Qualifikationszeitraums. Somit verpassten beide Teams die Qualifikation der jeweils 16 besten Doppel. Die vier Spieler wurden im Rahmen der dritten Nominierungsrunde am 25. Juni 2024 durch den DOSB offiziell nominiert.
| Athleten                   | Wettbewerb | Gruppenphase               | Gruppenphase              | Gruppenphase | Gruppenphase | Achtelfinale  | Achtelfinale  | Viertelfinale | Viertelfinale | Halbfinale    | Halbfinale    | Finale/Platz 3 | Finale/Platz 3 | Rang |
| Athleten                   | Wettbewerb | Gegner                     | Ergebnis                  | Punkte       | Rang         | Gegner        | Ergebnis      | Gegner        | Ergebnis      | Gegner        | Ergebnis      | Gegner         | Ergebnis       | Rang |
| -------------------------- | ---------- | -------------------------- | ------------------------- | ------------ | ------------ | ------------- | ------------- | ------------- | ------------- | ------------- | ------------- | -------------- | -------------- | ---- |
| Frauen                     |            |                            |                           |              |              |               |               |               |               |               |               |                |                |      |
| Yvonne Li                  | Einzel     | Chen Y.                    | 1:2 (14:21, 21:17, 9:21)  | 0            | 3            | ausgeschieden | ausgeschieden | ausgeschieden | ausgeschieden | ausgeschieden | ausgeschieden | ausgeschieden  | ausgeschieden  | 15   |
| Yvonne Li                  | Einzel     | M. Blichfeldt              | 1:2 (14:21, 21:14, 12:21) | 0            | 3            | ausgeschieden | ausgeschieden | ausgeschieden | ausgeschieden | ausgeschieden | ausgeschieden | ausgeschieden  | ausgeschieden  | 15   |
| Männer                     |            |                            |                           |              |              |               |               |               |               |               |               |                |                |      |
| Fabian Roth                | Einzel     | H. S. Prannoy              | 0:2 (18:21, 12:21)        | 0            | 3            | ausgeschieden | ausgeschieden | ausgeschieden | ausgeschieden | ausgeschieden | ausgeschieden | ausgeschieden  | ausgeschieden  | 15   |
| Fabian Roth                | Einzel     | Lê Đ. P.                   | 0:2 (10:21, 10:21)        | 0            | 3            | ausgeschieden | ausgeschieden | ausgeschieden | ausgeschieden | ausgeschieden | ausgeschieden | ausgeschieden  | ausgeschieden  | 15   |
| Mark Lamsfuß Marvin Seidel | Doppel     | F. Alfian / M. R. Ardianto | 0:2 (13:21, 17:21)        | 0            | 4            | —             | —             | ausgeschieden | ausgeschieden | ausgeschieden | ausgeschieden | ausgeschieden  | ausgeschieden  | 9    |
| Mark Lamsfuß Marvin Seidel | Doppel     | S. Rankireddy / C. Shetty  | WD                        | 0            | 4            | —             | —             | ausgeschieden | ausgeschieden | ausgeschieden | ausgeschieden | ausgeschieden  | ausgeschieden  | 9    |
| Mark Lamsfuß Marvin Seidel | Doppel     | R. Labar / L. Corvée       | WD                        | 0            | 4            | —             | —             | ausgeschieden | ausgeschieden | ausgeschieden | ausgeschieden | ausgeschieden  | ausgeschieden  | 9    |

### Basketball
Die deutschen Basketballmänner hatten sich durch ihren Titelgewinn bei der Weltmeisterschaft 2023 direkt einen Quotenplatz für die Olympischen Spiele in Paris gesichert. Erstmals in der Geschichte hatten sich auch die deutschen Basketballerinnen für ein olympisches Turnier qualifiziert. Beim Qualifikationsturnier in Belém gewann das Team von Bundestrainerin Lisa Thomaidis ihr Auftaktspiel gegen Serbien und das abschließende Spiel gegen Brasilien. Als Gruppenzweiter hinter Australien sicherten sich die DBB-Frauen den Platz für Paris.
Die Auslosung der Gruppen fand am 19. März 2024 im Verbandssitz des Weltverbandes FIBA in Mies statt. Die Männer mussten demnach unter anderem gegen Gastgeber Frankreich spielen. Die DBB-Frauen bekamen es bei ihrer Olympiapremiere unter anderem mit den Vereinigten Staaten zu tun.
Im 3×3-Basketball hatte sich erstmals ein deutsches Team qualifizieren können. Beim FIBA Olympic Qualifying Tournament in Debrecen sicherten sich Deutschlands Frauen durch den Finaleinzug ihr Ticket für die Spiele in Paris. Die Männer unterlagen dort im Viertelfinale gegen Frankreich und verpassten somit die Qualifikation.
Im Rahmen der vierten Nominierungsrunde am 2. Juli 2024 nominierte der DOSB für beide Wettbewerbe in der Halle und das 3×3 der Frauen einen Pool an Athleten, aus denen die konkreten 28 Sportler zu einem späteren Zeitpunkt bekanntgegeben wurden.

#### Basketball
| Wettbewerb              | Frauen | Männer |
| ----------------------- | --- | --- |
| Athleten                | Romy Bär Emily Bessoir Frieda Bühner Leonie Fiebich Luisa Geiselsöder Marie Gülich Alina Hartmann Alexis Peterson Nyara Sabally Satou Sabally Lina Sonntag Alexandra Wilke | Isaac Bonga Oscar da Silva Niels Giffey Maodo Lô Andreas Obst Dennis Schröder Daniel Theis Johannes Thiemann Johannes Voigtmann Franz Wagner Moritz Wagner Nick Weiler-Babb |
| Trainer                 | Lisa Thomaidis | Gordon Herbert |
| Gruppenphase            | Belgien (83:69) Japan (75:64) Vereinigte Staaten (68:87) | Japan (97:77) Brasilien (86:73) Frankreich (85:71) |
| Viertelfinale           | Frankreich (71:84) | Griechenland (76:63) |
| Halbfinale              | ausgeschieden | Frankreich (69:73) |
| Finale/Spiel um Platz 3 | ausgeschieden | Serbien (83:93) |
| Rang                    | 7 | 4 |

#### 3×3-Basketball
| Wettbewerb   | Frauen |
| ------------ | --- |
| Athleten     | Svenja Brunckhorst Sonja Greinacher Marie Reichert Elisa Mevius                                                                    |
| Gruppenphase | Vereinigte Staaten (17:13) Australien (19:21) Kanada (19:15) Aserbaidschan (12:8) China (18:15) Frankreich (14:13) Spanien (18:15) |
| Play-in      | Freilos als Vorrundenbester |
| Halbfinale   | Kanada (16:15) |
| Finale       | Spanien (17:16) |
| Rang         | Gold |

### Beachvolleyball
Über die olympische Qualifikationsrangliste qualifizierten sich insgesamt drei deutsche Teams. Den ersten Startplatz bei den Frauen sicherten sich vorzeitig Svenja Müller und Cinja Tillmann. Um den zweiten Startplatz gab es ein Kopf-an-Kopf-Rennen, bei dem sich schließlich das Duo Ludwig/Lippmann gegen Karla Borger und Sandra Ittlinger im direkten Duell durchsetzte. Bei den Männern konnte mit Ehlers/Wickler nur eine deutsche Paarung eine Position unter den besten 17 Teams der Rangliste erreichen. Die drei Teams wurden am 25. Juni 2024 offiziell durch den DOSB im Rahmen der dritten Nominierungsrunde nominiert.
| Athleten                     | Gruppenphase           | Gruppenphase              | Gruppenphase | Gruppenphase | Achtelfinale               | Achtelfinale              | Viertelfinale       | Viertelfinale      | Halbfinale    | Halbfinale                | Finale/Platz 3  | Finale/Platz 3     | Rang   |
| Athleten                     | Gegner                 | Ergebnis                  | Punkte       | Rang         | Gegner                     | Ergebnis                  | Gegner              | Ergebnis           | Gegner        | Ergebnis                  | Gegner          | Ergebnis           | Rang   |
| ---------------------------- | ---------------------- | ------------------------- | ------------ | ------------ | -------------------------- | ------------------------- | ------------------- | ------------------ | ------------- | ------------------------- | --------------- | ------------------ | ------ |
| Frauen                       |                        |                           |              |              |                            |                           |                     |                    |               |                           |                 |                    |        |
| Svenja Müller Cinja Tillmann | Vieira / Chamereau     | 2:0 (21:14, 21:12)        | 5            | 2            | T. Graudiņa / A. Samoilova | 1:2 (13:21, 21:17, 16:18) | ausgeschieden       | ausgeschieden      | ausgeschieden | ausgeschieden             | ausgeschieden   | ausgeschieden      | 9      |
| Svenja Müller Cinja Tillmann | Hermannová / Štochlová | 2:0 (21:17, 21:9)         | 5            | 2            | T. Graudiņa / A. Samoilova | 1:2 (13:21, 21:17, 16:18) | ausgeschieden       | ausgeschieden      | ausgeschieden | ausgeschieden             | ausgeschieden   | ausgeschieden      | 9      |
| Svenja Müller Cinja Tillmann | Hughes / Cheng         | 0:2 (18:21, 18:21)        | 5            | 2            | T. Graudiņa / A. Samoilova | 1:2 (13:21, 21:17, 16:18) | ausgeschieden       | ausgeschieden      | ausgeschieden | ausgeschieden             | ausgeschieden   | ausgeschieden      | 9      |
| Laura Ludwig Louisa Lippmann | Placette / Richard     | 0:2 (14:21, 20:22)        | 3            | 4            | ausgeschieden              | ausgeschieden             | ausgeschieden       | ausgeschieden      | ausgeschieden | ausgeschieden             | ausgeschieden   | ausgeschieden      | 19     |
| Laura Ludwig Louisa Lippmann | Hüberli / Brunner      | 0:2 (9:21, 15:21)         | 3            | 4            | ausgeschieden              | ausgeschieden             | ausgeschieden       | ausgeschieden      | ausgeschieden | ausgeschieden             | ausgeschieden   | ausgeschieden      | 19     |
| Laura Ludwig Louisa Lippmann | Álvarez M. / Moreno    | 0:2 (16:21, 19:21)        | 3            | 4            | ausgeschieden              | ausgeschieden             | ausgeschieden       | ausgeschieden      | ausgeschieden | ausgeschieden             | ausgeschieden   | ausgeschieden      | 19     |
| Männer                       |                        |                           |              |              |                            |                           |                     |                    |               |                           |                 |                    |        |
| Nils Ehlers Clemens Wickler  | Lyneel / Bassereau     | 2:0 (21:15, 21:17)        | 6            | 1            | George / André             | 2:0 (21:16, 21:17)        | Boermans / de Groot | 2:0 (22:20, 21:15) | Mol / Sørum   | 2:1 (21:13, 17:21, 15:13) | Åhman / Hellvig | 0:2 (11:21, 13:21) | Silber |
| Nils Ehlers Clemens Wickler  | Schubert / Hodges      | 2:1 (16:21, 21:18, 19:17) | 6            | 1            | George / André             | 2:0 (21:16, 21:17)        | Boermans / de Groot | 2:0 (22:20, 21:15) | Mol / Sørum   | 2:1 (21:13, 17:21, 15:13) | Åhman / Hellvig | 0:2 (11:21, 13:21) | Silber |
| Nils Ehlers Clemens Wickler  | Bryl / Łosiak          | 2:0 (21:19, 21:15)        | 6            | 1            | George / André             | 2:0 (21:16, 21:17)        | Boermans / de Groot | 2:0 (22:20, 21:15) | Mol / Sørum   | 2:1 (21:13, 17:21, 15:13) | Åhman / Hellvig | 0:2 (11:21, 13:21) | Silber |

### Bogenschießen
Mit dem Sieg im Mannschaftswettbewerb bei den Heimweltmeisterschaften 2023 in Berlin sicherte sich das deutsche Team einen Startplatz im Mannschaftswettkampf bei den Frauen. Zudem waren auch alle drei Athletinnen im Einzel startberechtigt. Durch Florian Unruhs Sieg im Einzel bei den Europaspielen 2023 stand auch ein Platz im Einzel der Männer zur Verfügung. Durch die bereits gewonnenen Quotenplätze stand Deutschland auch der Start im Mixed-Wettbewerb zu. Die drei Starterinnen bei den Frauen wurden bei der dritten Nominierungsrunde des DOSBs am 25. Juni 2024 offiziell nominiert. In der vierten Nominierungsrunde am 2. Juli 2024 wurde auch Florian Unruh offiziell ins Team berufen.
| Athleten                                          | Wettbewerb | Qualifikation | Qualifikation | 1. Runde    | 1. Runde | 2. Runde      | 2. Runde      | Achtelfinale   | Achtelfinale  | Viertelfinale | Viertelfinale | Halbfinale         | Halbfinale    | Finale/Platz 3 | Finale/Platz 3 | Rang   |
| Athleten                                          | Wettbewerb | Ringe         | Rang          | Gegner      | Ergebnis | Gegner        | Ergebnis      | Gegner         | Ergebnis      | Gegner        | Ergebnis      | Gegner             | Ergebnis      | Gegner         | Ergebnis       | Rang   |
| ------------------------------------------------- | ---------- | ------------- | ------------- | ----------- | -------- | ------------- | ------------- | -------------- | ------------- | ------------- | ------------- | ------------------ | ------------- | -------------- | -------------- | ------ |
| Frauen                                            |            |               |               |             |          |               |               |                |               |               |               |                    |               |                |                |        |
| Michelle Kroppen                                  | Einzel     | 670 SB        | 7             | G. Cesarini | 7:3      | Y. Ramazanova | 6:2           | D. Kumari      | 4:6           | ausgeschieden | ausgeschieden | ausgeschieden      | ausgeschieden | ausgeschieden  | ausgeschieden  | 9      |
| Charline Schwarz                                  | Einzel     | 639           | 45            | A. Vázquez  | 6:4      | Jeon H.-y.    | 1:7           | ausgeschieden  | ausgeschieden | ausgeschieden | ausgeschieden | ausgeschieden      | ausgeschieden | ausgeschieden  | ausgeschieden  | 17     |
| Katharina Bauer                                   | Einzel     | 656           | 27            | C. Gnoriega | 0:6      | ausgeschieden | ausgeschieden | ausgeschieden  | ausgeschieden | ausgeschieden | ausgeschieden | ausgeschieden      | ausgeschieden | ausgeschieden  | ausgeschieden  | 33     |
| Michelle Kroppen Charline Schwarz Katharina Bauer | Mannschaft | 1965          | 6             | —           | —        | —             | —             | Großbritannien | 6:0           | Mexiko        | 1:5           | ausgeschieden      | ausgeschieden | ausgeschieden  | ausgeschieden  | 5      |
| Männer                                            |            |               |               |             |          |               |               |                |               |               |               |                    |               |                |                |        |
| Florian Unruh                                     | Einzel     | 681           | 3             | Y. Tolba    | 6:0      | J. Nakanishi  | 6:4           | T. Hall        | 7:3           | B. Addis      | 6:5           | B. Ellison         | 3:7           | Lee W.-s.      | 0:6            | 4      |
| Mixed                                             |            |               |               |             |          |               |               |                |               |               |               |                    |               |                |                |        |
| Michelle Kroppen Florian Unruh                    | Mannschaft | 1351          | 2             | —           | —        | —             | —             | Kolumbien      | 5:4           | Mexiko        | 5:1           | Vereinigte Staaten | 5:3           | Südkorea       | 0:6            | Silber |

### Boxen
Bei den Europaspielen 2023 konnten sich keine deutschen Boxer qualifizieren. Beim ersten internationalen Qualifikationsturnier in Italien erreichten Maxi Klötzer im Halbfliegengewicht der Frauen und Nelvie Tiafack im Superschwergewicht der Männer die ersten Quotenplätze für Deutschland. Im Boxen wurden die Quotenplätze namentlich verteilt. Somit waren ihre Teilnahmen an den Spielen in Paris unter Vorbehalt der formalen Nominierung durch den DOSB sicher. Diese erfolgte im Rahmen der vierten Nominierungsrunde am 2. Juli 2024. Die letzte Chance auf ein Ticket für die Spiele erhielten die Athleten der anderen Gewichtsklassen beim zweiten internationalen Qualifikationsturnier Ende Mai 2024 in Bangkok. Hier konnten sich die deutschen Athleten kein weiteres Olympiaticket erkämpfen. Daher blieb es bei nur zwei deutschen Athleten im Boxen bei den Spielen in Paris. Durch das Dopingvergehens des Türken Tuğrulhan Erdemir erhielt kurzfristig auch Magomed Schachidov einen Startplatz.
| Athleten           | Wettbewerb       | 1. Runde   | 1. Runde | Achtelfinale  | Achtelfinale  | Viertelfinale | Viertelfinale | Halbfinale    | Halbfinale    | Finale        | Finale        | Rang   |
| Athleten           | Wettbewerb       | Gegner     | Ergebnis | Gegner        | Ergebnis      | Gegner        | Ergebnis      | Gegner        | Ergebnis      | Gegner        | Ergebnis      | Rang   |
| ------------------ | ---------------- | ---------- | -------- | ------------- | ------------- | ------------- | ------------- | ------------- | ------------- | ------------- | ------------- | ------ |
| Frauen             |                  |            |          |               |               |               |               |               |               |               |               |        |
| Maxi Klötzer       | Klasse bis 50 kg | N. Zareen  | 0:5      | ausgeschieden | ausgeschieden | ausgeschieden | ausgeschieden | ausgeschieden | ausgeschieden | ausgeschieden | ausgeschieden | 17     |
| Männer             |                  |            |          |               |               |               |               |               |               |               |               |        |
| Magomed Schachidov | Klasse bis 71 kg | T. Muxanga | 1:4      | ausgeschieden | ausgeschieden | ausgeschieden | ausgeschieden | ausgeschieden | ausgeschieden | ausgeschieden | ausgeschieden | 17     |
| Nelvie Tiafack     | Klasse ab 92 kg  | —          | —        | M. Abdullayev | 5:0           | D. Lenzi      | 5:0           | B. Jalolov    | 0:5           | ausgeschieden | ausgeschieden | Bronze |

### Fechten
Alle sechs deutschen Teams hatten die Qualifikation für Paris verpasst. Über die Einzelrangliste konnten sich Anne Sauer (Florett Frauen) und Matyas Szabo (Säbel Männer) ein persönliches Startrecht sichern. Beide wurden im Rahmen der ersten Nominierungsrunde am 14. Mai 2024 offiziell durch den DOSB nominiert.
| Athleten     | Wettbewerb     | 1. Runde | 1. Runde | 2. Runde      | 2. Runde | Achtelfinale | Achtelfinale | Viertelfinale | Viertelfinale | Halbfinale/Klassifikation | Halbfinale/Klassifikation | Finale/Platzierung | Finale/Platzierung | Rang |
| Athleten     | Wettbewerb     | Gegner   | Ergebnis | Gegner        | Ergebnis | Gegner       | Ergebnis     | Gegner        | Ergebnis      | Gegner                    | Ergebnis                  | Gegner             | Ergebnis           | Rang |
| ------------ | -------------- | -------- | -------- | ------------- | -------- | ------------ | ------------ | ------------- | ------------- | ------------------------- | ------------------------- | ------------------ | ------------------ | ---- |
| Frauen       |                |          |          |               |          |              |              |               |               |                           |                           |                    |                    |      |
| Anne Sauer   | Florett Einzel | Freilos  | Freilos  | M. Hamza      | 15:3     | D. Chan      | 15:8         | A. Volpi      | 12:15         | ausgeschieden             | ausgeschieden             | ausgeschieden      | ausgeschieden      | 7    |
| Männer       |                |          |          |               |          |              |              |               |               |                           |                           |                    |                    |      |
| Matyas Szabo | Säbel Einzel   | Freilos  | Freilos  | Y. al-Shamlan | 15:6     | S. Patrice   | 15:13        | Z. El-Sissy   | 14:15         | ausgeschieden             | ausgeschieden             | ausgeschieden      | ausgeschieden      | 5    |

### Fußball
Die Fußballnationalmannschaft der Frauen qualifizierte sich in der Endrunde der UEFA Women’s Nations League 2023/24 für das olympische Fußballturnier. Zunächst verlor die Mannschaft das Halbfinale gegen die bereits qualifizierten Französinnen in Lyon mit 1:2. Das entscheidende Spiel um die Teilnahme gewannen die DFB-Frauen mit 2:0 gegen die Niederlande. Sie nahmen zum sechsten Mal an den Olympischen Spielen teil. Bundestrainer Hrubesch trainierte das Team auch in Paris weiter interimsweise.
Deutschlands U21 verpasste hingegen die Teilnahme an den Spielen in Paris. Für die Qualifikation wäre ein Abschneiden unter den besten drei Mannschaften bei der U-21-Europameisterschaft 2023 nötig gewesen. Das Team von Trainer Antonio Di Salvo schied jedoch bereits als siegloser Gruppenletzter nach der Vorrunde aus.
Die Auslosung der Gruppen fand am 20. März 2024 im Hauptquartier des Organisationskomitees der Spiele in Paris statt. Bereits zuvor stand aufgrund der Vorgaben der Ziehung fest, dass Deutschland gegen die Vereinigten Staaten spielt. Zudem wurden in die Gruppe B auch Australien und Sambia gelost. Der DOSB benannte die 18 Spielerinnen sowie vier Ersatzathletinnen im Rahmen der vierten Nominierungsrunde am 2. Juli 2024. Am 16. Juli 2024 zog sich die für das Aufgebot bereits nominierte Lena Oberdorf im EM-Qualifikationsspiel gegen Österreich eine Kreuz- und Innenbandverletzung zu und fiel für die Spiele aus. Für sie wurde am 20. Juli Janina Minge nachnominiert sowie Pia-Sophie Wolter für diese als Ersatzspielerin benannt.
| Wettbewerb       | Frauen (Spiele/Tore) |
| ---------------- | --- |
| Athleten         | Ann-Katrin Berger (6/0) Jule Brand (6/1) Klara Bühl (6/1) Sara Doorsoun (3/0) Vivien Endemann (3/0) Laura Freigang (3/0) Merle Frohms (0/0) Giulia Gwinn (6/2) Marina Hegering (5/1) Kathrin Hendrich (6/0) Sarai Linder (2/0) Sydney Lohmann (5/0) Janina Minge (6/0) Sjoeke Nüsken (6/0) Alexandra Popp (5/0) Lea Schüller (5/3) Bibiane Schulze Solano (3/0) Elisa Senß (5/1) |
| P-Akkreditierte  | Nicole Anyomi (1/0) Stina Johannes (0/0) Felicitas Rauch (5/0) Pia-Sophie Wolter (0/0) |
| Trainer          | Horst Hrubesch |
| Gruppenphase     | Australien (3:0) Vereinigte Staaten (1:4) Sambia (4:1) |
| Viertelfinale    | Kanada (0:0 n. V., 4:2 i. E.) |
| Halbfinale       | Vereinigte Staaten (0:1 n. V.) |
| Spiel um Platz 3 | Spanien (1:0) |
| Rang             | Bronze |

### Golf
Über das Olympic Golf Ranking der IGF qualifizierten sich mit Stephan Jäger und Matthias Schmid zwei deutsche Golfer für die Olympischen Spiele. Für beide Spieler war es die erste Teilnahme an Olympischen Sommerspielen. Auch bei den Frauen gelang mit Esther Henseleit und Alexandra Försterling zwei Spielerinnen die Qualifikation über die Rangliste. Die formelle Nominierung der vier Athleten durch den DOSB erfolgte im Rahmen der vierten Nominierungsrunde am 2. Juli 2024.
| Athleten              | Runde 1 | Runde 2 | Runde 3 | Runde 4 | Gesamt | Par | Rang   |
| --------------------- | ------- | ------- | ------- | ------- | ------ | --- | ------ |
| Frauen                |         |         |         |         |        |     |        |
| Alexandra Försterling | 76      | 75      | 71      | 70      | 292    | +4  | 35     |
| Esther Henseleit      | 72      | 73      | 69      | 66      | 280    | −8  | Silber |
| Männer                |         |         |         |         |        |     |        |
| Stephan Jäger         | 71      | 64      | 72      | 72      | 279    | −5  | 26     |
| Matthias Schmid       | 68      | 75      | 69      | 67      | 279    | −5  | 26     |

### Handball

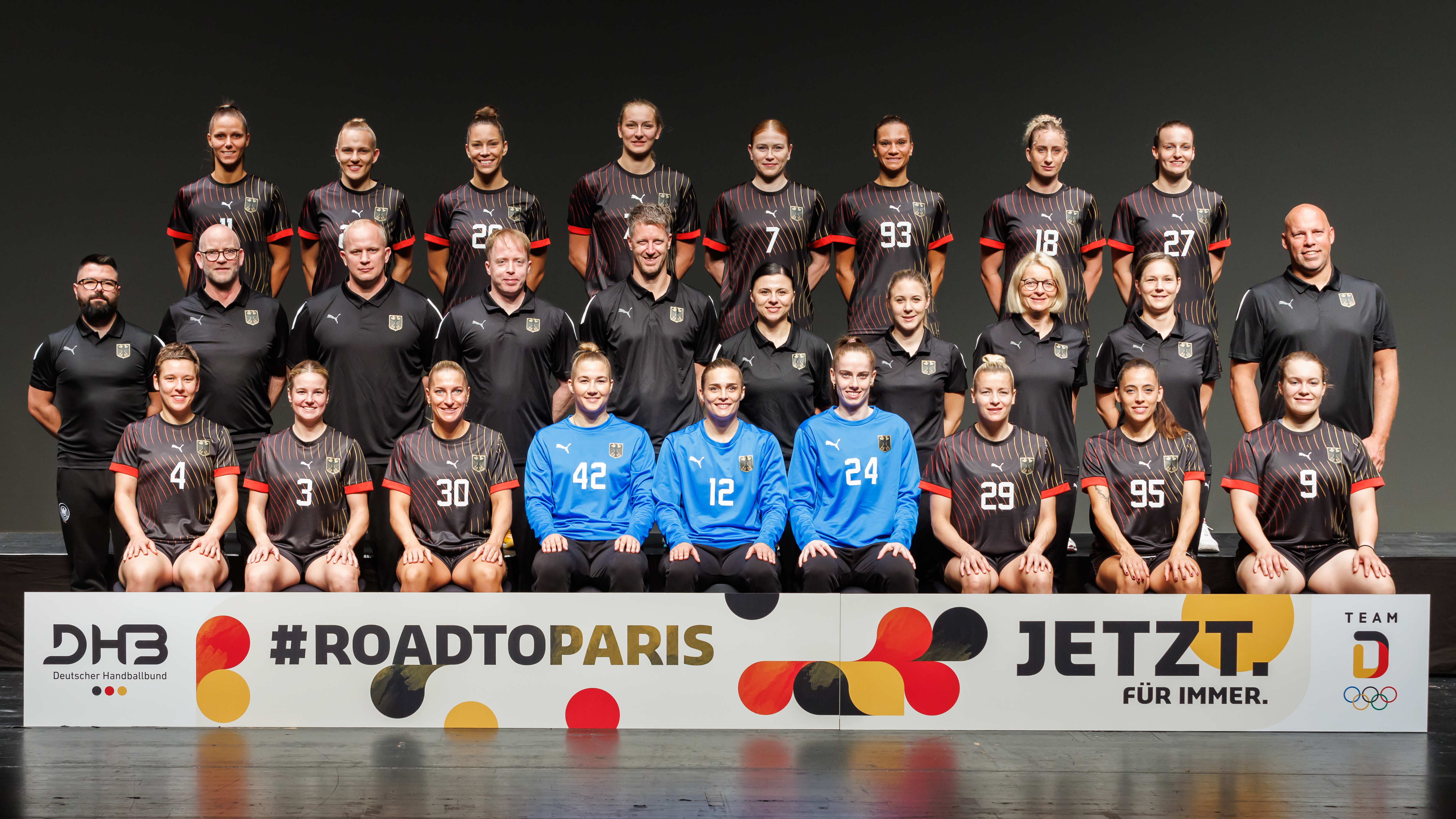
Teamfoto der Frauennationalmannschaft für die Olympischen Spiele 2024

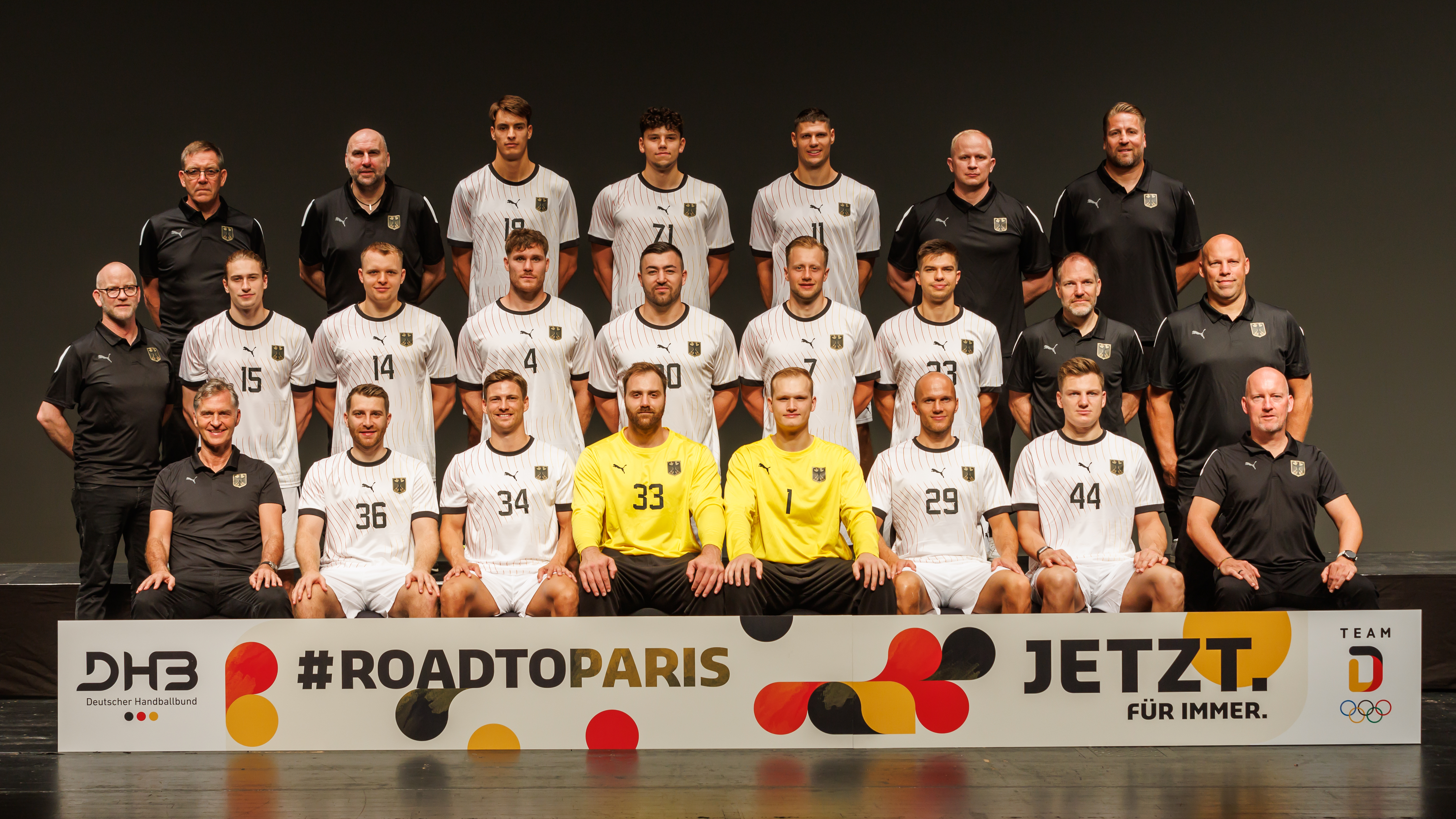
Teamfoto der Männernationalmannschaft für die Olympischen Spiele 2024

Die DHB-Männer qualifizierten sich in einem Qualifikationsturnier und nahmen zum zwölften Mal an Olympischen Spielen teil.
Deutschlands Frauen hatten sich zum ersten Mal seit 2008 in Peking wieder für ein olympisches Turnier qualifiziert. Bei einem Qualifikationsturnier in Neu-Ulm sicherte sich das Team nach Siegen gegen Slowenien und Montenegro bereits vor dem letzten Spiel gegen Paraguay das Ticket für Paris.
Im Rahmen der vierten Nominierungsrunde am 2. Juli 2024 nominierte der DOSB für beide Wettbewerbe einen Pool an Athleten, aus denen die konkreten 34 Sportler (darunter sechs Ersatzathleten) am 8. Juli bekannt gegeben wurden.
| Wettbewerb      | Frauen (Spiele/Tore) | Männer (Spiele/Tore) |
| --------------- | --- | --- |
| Athleten        | Lisa Antl (6/6) Julia Behnke (6/11) Jenny Behrend (6/17) Emily Bölk (6/18) Antje Döll (6/23) Katharina Filter (6/0) Alina Grijseels (6/12) Julia Maidhof (6/21) Viola Leuchter (6/8) Annika Lott (6/14) Meike Schmelzer (6/3) Xenia Smits (6/22) Johanna Stockschläder (6/4) Sarah Wachter (6/0) | Rune Dahmke (7/11) 1 Johannes Golla (8/37) Marko Grgić (8/16) Kai Häfner (8/12) Sebastian Heymann (8/20) Julian Köster (8/18) Juri Knorr (8/33) Jannik Kohlbacher (7/7) Lukas Mertens (8/17) David Späth (8/1) Christoph Steinert (8/13) Renārs Uščins (8/52) Luca Witzke (7/11) Andreas Wolff (8/0) |
| P-Akkreditierte | Amelie Berger (0/0) Dinah Eckerle (0/0) Mia Zschocke (0/0) | Joel Birlehm (0/0) Justus Fischer (2/0) Tim Hornke (1/0) 1 |
| Trainer         | Markus Gaugisch | Alfreð Gíslason |
| Gruppenphase    | Südkorea (22:23) Schweden (28:31) Slowenien (41:22) Dänemark (27:28) Norwegen (18:30) | Schweden (30:27) Japan (37:26) Kroatien (26:31) Spanien (33:31) Slowenien (36:29) |
| Viertelfinale   | Frankreich (23:26) | Frankreich (35:34 n. V.) |
| Halbfinale      | ausgeschieden | Spanien (25:24) |
| Finale          | ausgeschieden | Dänemark (26:39) |
| Rang            | 8. Platz | Silber |

### Hockey
Nachdem der Deutsche Hockey-Bund in Tokio erstmals seit den Spielen 2000 in Sydney ohne Medaille geblieben war, verpassten beide Mannschaften zunächst die direkte Qualifikation für die Sommerspiele in Paris bei den Europameisterschaften in Mönchengladbach. Somit mussten beide Teams bei den Qualifikationsturnieren im Januar 2024 um die Teilnahme spielen und jeweils dort einen Platz unter den besten drei erreichen. Die Frauen traten dabei im indischen Ranchi an. Durch ein 4:3 im Shoot-out im Halbfinale gegen Indien erreichte das Team von Trainer Valentin Altenburg das Finale und die Qualifikation für Paris. Das Finale des Qualifikationsturniers gewannen die deutschen Frauen mit 2:0 gegen die US-Amerikanerinnen. Auch die Männernationalmannschaft erreichte, als amtierender Weltmeister, bei ihrem Qualifikationsturnier in Maskat das Halbfinale. Durch einen 4:0-Erfolg gegen Pakistan waren damit beide Hockeynationalteams in Paris vertreten. Das Endspiel ihres Qualifikationsturnier gewannen die Honamas mit 1:0 gegen Großbritannien.
Da die Gruppen auf Basis der Weltrangliste eingeteilt wurden, standen diese mit Abschluss der Qualifikationsturniere fest. So standen beide Teams in Gruppe A und trafen dort jeweils unter anderem auf die amtierenden Europameister aus den Niederlanden und die Gastgeber aus Frankreich.
Der DOSB nominierte die beiden Teams mit je 16 Spielern und drei Ersatzathletinnen im Rahmen der vierten Nominierungsrunde am 2. Juli 2024.
| Wettbewerb      | Frauen (Spiele/Tore) | Männer (Spiele/Tore) |
| --------------- | --- | --- |
| Athleten        | Nathalie Kubalski (5/0) Kira Horn (5/0) Amelie Wortmann (5/1) Nike Lorenz (5/6) Selin Oruz (5/0) Benedetta Wenzel (5/0) Anne Schröder (5/0) Lisa Nolte (5/0) Lena Micheel (5/0) Charlotte Stapenhorst (5/5) Sonja Zimmermann (5/0) Viktoria Huse (5/0) Felicia Wiedermann (5/0) Stine Kurz (5/0) Jette Fleschütz (5/0) Linnea Weidemann (5/0) | Jean-Paul Danneberg (5/0) Mathias Müller (5/0) Mats Grambusch (5/2) Lukas Windfeder (5/0) Niklas Wellen (5/3) Johannes Große (5/0) Thies Prinz (5/1) Teo Hinrichs (5/0) Tom Grambusch (5/1) Gonzalo Peillat (5/2) Christopher Rühr (5/4) Justus Weigand (5/3) Marco Miltkau (5/0) Martin Zwicker (5/0) Hannes Müller (5/0) Moritz Ludwig (5/0) |
| P-Akkreditierte | Julia Sonntag (0/0) Cécile Pieper (0/0) Emma Davidsmeyer (0/0) | Alexander Stadler (0/0) Paul-Philipp Kaufmann (0/0) Malte Hellwig (0/0) |
| Trainer         | Valentin Altenburg | André Henning |
| Gruppenphase    | Japan (2:0) Niederlande (1:2) Frankreich (5:1) China (4:2) Belgien (0:2) | Frankreich (8:2) Spanien (0:2) Südafrika (5:1) Niederlande (1:0) Großbritannien (2:1) |
| Viertelfinale   | Argentinien (1:1, 0:2 PSO) | Argentinien (3:2) |
| Halbfinale      | ausgeschieden | Indien (3:2) |
| Finale          | ausgeschieden | Niederlande (1:1, 1:3 PSO) |
| Platzierung     | 6 | Silber |

### Judo
Bereits vor dem offiziellen Ende des Qualifikationszeitraums nominierte der DOSB im Rahmen der zweiten Nominierungsrunde sieben Judokas für die Olympischen Spiele in Paris. Bei der dritten Nominierungsrunde benannte der DOSB Katharina Menz für das deutsche Team. In der vierten Nominierungsrunde erfolgte die Nominierung von Erik Abramov, wodurch auch ein Mixed-Team an den Start gehen konnte. Im Zuge der Nachverteilung von Quotenplätzen erhielt auch Eduard Trippel einen Startplatz.
| Frauen |                    |                   |          |                |               |                |               |               |               |               |               |        |
| Katharina Menz | Klasse bis 48 kg   | C. Costa          | 0s1:1    | ausgeschieden  | ausgeschieden | ausgeschieden  | ausgeschieden | ausgeschieden | ausgeschieden | ausgeschieden | ausgeschieden | 17     |
| Mascha Ballhaus | Klasse bis 52 kg   | P. Martínez       | 11s2:0s1 | Bishreltiin K. | 11s1:0s1      | D. Keldiyorova | 0s3:10s2      | L. Pimenta    | 0s2:10s1      | ausgeschieden | ausgeschieden | 7      |
| Pauline Starke | Klasse bis 57 kg   | J. Beurskens      | 11s1:1s3 | L. Enchriilen  | 1s3:11s2      | ausgeschieden  | ausgeschieden | ausgeschieden | ausgeschieden | ausgeschieden | ausgeschieden | 9      |
| Miriam Butkereit | Klasse bis 70 kg   | Freilos           | Freilos  | A. Coughlan    | 10s2:0s2      | G. Willems     | 10s1:0        | M. Polleres   | 10s2:0s3      | B. Matić      | 0:1s1         | Silber |
| Anna-Maria Wagner | Klasse bis 78 kg   | Freilos           | Freilos  | M. Branser     | 11:0s3        | R. Takayama    | 10s1:0s3      | I. Lanir      | 0s2:10s1      | Ma Z.         | 0s1:10s2      | 5      |
| Renée Lucht | Klasse über 78 kg  | S. Somchischwili  | 0:10     | ausgeschieden  | ausgeschieden | ausgeschieden  | ausgeschieden | ausgeschieden | ausgeschieden | ausgeschieden | ausgeschieden | 17     |
| Männer |                    |                   |          |                |               |                |               |               |               |               |               |        |
| Igor Wandtke | Klasse bis 73 kg   | R. de Oliveira    | 10:0s2   | A. Margelidon  | 0s3:10s2      | ausgeschieden  | ausgeschieden | ausgeschieden | ausgeschieden | ausgeschieden | ausgeschieden | 9      |
| Timo Cavelius | Klasse bis 81 kg   | S. Muki           | 0s1:10s1 | ausgeschieden  | ausgeschieden | ausgeschieden  | ausgeschieden | ausgeschieden | ausgeschieden | ausgeschieden | ausgeschieden | 17     |
| Eduard Trippel | Klasse bis 90 kg   | M. Nyman          | 0:1s2    | ausgeschieden  | ausgeschieden | ausgeschieden  | ausgeschieden | ausgeschieden | ausgeschieden | ausgeschieden | ausgeschieden | 17     |
| Erik Abramov | Klasse über 100 kg | O. Tsetsentsengel | 1:0s2    | T. Rahimov     | 1:10          | ausgeschieden  | ausgeschieden | ausgeschieden | ausgeschieden | ausgeschieden | ausgeschieden | 9      |
| Mixed |                    |                   |          |                |               |                |               |               |               |               |               |        |
| Katharina Menz Mascha Ballhaus Pauline Starke Miriam Butkereit Anna-Maria Wagner Renée Lucht Igor Wandtke Timo Cavelius Eduard Trippel Erik Abramov | Mixed Team         | Freilos           | Freilos  | Österreich     | 4:1           | Brasilien      | 4:3           | Japan         | 0:4           | Südkorea      | 3:4           | 5      |

### Kanu

#### Kanurennsport
Durch die Weltmeisterschaften 2023 in Duisburg hatte der Deutsche Kanu-Verband 17 von 18 möglichen Quotenplätze für Paris erreicht. Die entsprechenden Sportler wurden am 25. Juni 2024 durch den DOSB im Rahmen der dritten Nominierungsrunde offiziell nominiert. Enja Rößeling erhielt über die Neuverteilung von Startplätzen auch noch ein Olympiaticket.
| Athleten                                                  | Wettbewerb | Vorlauf        | Vorlauf | Viertelfinale | Viertelfinale | Halbfinale    | Halbfinale    | A/B-Finale    | A/B-Finale    | Rang   |
| Athleten                                                  | Wettbewerb | Zeit           | Rang    | Zeit          | Rang          | Zeit          | Rang          | Zeit          | Rang          | Rang   |
| --------------------------------------------------------- | ---------- | -------------- | ------- | ------------- | ------------- | ------------- | ------------- | ------------- | ------------- | ------ |
| Frauen                                                    |            |                |         |               |               |               |               |               |               |        |
| Lisa Jahn                                                 | C1 200 m   | 48,92 s        | 3       | 48,55 s       | 5             | ausgeschieden | ausgeschieden | ausgeschieden | ausgeschieden | 20     |
| Maike Jakob                                               | C1 200 m   | 48,67 s        | 6       | 51,40 s       | 6             | ausgeschieden | ausgeschieden | ausgeschieden | ausgeschieden | 28     |
| Lisa Jahn Hedi Kliemke                                    | C2 500 m   | 2:01,15 min    | 5       | 1:56,56 min   | 5             | —             | —             | 1:56,48 min   | 1             | 9      |
| Enja Rößeling                                             | K1 500 m   | 1:56,88 min    | 5       | 1:52,74 min   | 4             | 1:57,22 min   | 8             | ausgeschieden | ausgeschieden | 32     |
| Lena Röhlings Pauline Jagsch                              | K2 500 m   | 1:41,45 min    | 1       | —             | —             | 1:39,51 min   | 1             | 1:40,09 min   | 6             | 6      |
| Paulina Paszek Jule Hake                                  | K2 500 m   | 1:39,03 min    | 1       | —             | —             | 1:39,54 min   | 2             | 1:39,46 min   | 3             | Bronze |
| Paulina Paszek Jule Hake Pauline Jagsch Sarah Brüßler     | K4 500 m   | 1:32,34 min    | 1       | —             | —             | —             | —             | 1:32,62 min   | 2             | Silber |
| Männer                                                    |            |                |         |               |               |               |               |               |               |        |
| Sebastian Brendel                                         | C1 1000 m  | 3:45,48 min    | 1       | —             | —             | 3:44,78 min   | 1             | 3:51,44 min   | 8             | 8      |
| Tim Hecker Peter Kretschmer                               | C2 500 m   | 1:41,58 min    | 6       | 1:39,94 min   | 1             | 1:41,58 min   | 2             | 1:41,62 min   | 5             | 5      |
| Jakob Thordsen                                            | K1 1000 m  | 3:29,88 min    | 2       | —             | —             | 3:29,34 min   | 3             | 3:36,82 min   | 8             | 8      |
| Anton Winkelmann                                          | K1 1000 m  | 3:27,80 min    | 1       | —             | —             | 3:31,51 min   | 7             | 3:28,04 min   | 2             | 10     |
| Jacob Schopf Max Lemke                                    | K2 500 m   | 1:28,03 min    | 1       | —             | —             | 1:28,13 min   | 1             | 1:26,87 min   | 1             | Gold   |
| Max Rendschmidt Tom Liebscher-Lucz                        | K2 500 m   | 1:28,39 min    | 1       | —             | —             | 1:27,67 min   | 4             | 1:27,54 min   | 5             | 5      |
| Max Rendschmidt Max Lemke Jacob Schopf Tom Liebscher-Lucz | K4 500 m   | 1:20,51 min OR | 1       | —             | —             | 1:20,57 min   | 1             | 1:19,80 min   | 1             | Gold   |

#### Kanuslalom
Die deutschen Slalomkanuten waren in Paris in allen sechs Bootsklassen vertreten. Eine letzte Chance auf weitere Startplätze gab es noch über die erstmals ausgetragenen Cross-Wettkämpfe im K1 der Männer und Frauen. Bei den vorherigen Spielen in Tokio waren die Slalomkanuten in allen Bootsklassen vertreten und konnten in jedem Wettbewerb eine Medaille gewinnen. Die Ermittlung der Athleten für Paris fand Ende April 2024 bei Qualifikationsrennen im Kanupark Markkleeberg statt. Die offizielle Nominierung erfolgte durch den DOSB im Rahmen der dritten Nominierungsrunde am 25. Juni 2024.
| Athleten         | Wettbewerb | Vorlauf  | Vorlauf | Halbfinale | Halbfinale | Finale   | Finale | Rang   |
| Athleten         | Wettbewerb | Zeit     | Rang    | Zeit       | Rang       | Zeit     | Rang   | Rang   |
| ---------------- | ---------- | -------- | ------- | ---------- | ---------- | -------- | ------ | ------ |
| Frauen           |            |          |         |            |            |          |        |        |
| Elena Lilik      | C1         | 103,29 s | 5       | 113,59 s   | 7          | 103,54 s | 2      | Silber |
| Ricarda Funk     | K1         | 94,95 s  | 6       | 99,31 s    | 1          | 149,08 s | 11     | 11     |
| Männer           |            |          |         |            |            |          |        |        |
| Sideris Tasiadis | C1         | 92,43 s  | 7       | 96,74 s    | 3          | 97,27 s  | 4      | 4      |
| Noah Hegge       | K1         | 87,15 s  | 10      | 91,24 s    | 2          | 93,73 s  | 9      | 9      |

Boater-Cross
| Frauen        |          |         |    |   |   |   |               |               |               |        |
| Elena Lilik   | K1 Cross | 74,19 s | 13 | 1 | ― | 1 | 1             | 2             | 4             | 4      |
| Ricarda Funk  | K1 Cross | 72,89 s | 7  | 1 | ― | 2 | 4             | ausgeschieden | ausgeschieden | 14     |
| Männer        |          |         |    |   |   |   |               |               |               |        |
| Noah Hegge    | K1 Cross | 68,01 s | 8  | 1 | ― | 1 | 1             | 1             | 3             | Bronze |
| Stefan Hengst | K1 Cross | FLT (6) | 38 | 2 | ― | 4 | ausgeschieden | ausgeschieden | ausgeschieden | 30     |

### Leichtathletik
Durch das Erreichen der Olympianormen des Weltverbandes oder entsprechende Platzierungen in der Weltrangliste qualifizierten sich zahlreiche deutsche Leichtathleten für die Olympischen Spiele. Zudem ging man in allen Staffelwettbewerben an den Start. Für die erstmals ausgetragene Mixed-Staffel im Gehen qualifizierte man sich über die Team-WM in Antalya. In vier von fünf Staffelwettbewerben auf der Bahn qualifizierte sich deutsche Teams bei den World Athletics Relays 2024. Der 4 × 400-m-Staffel der Frauen gelang schließlich die Qualifikation über die Weltrangliste. Sechs Athleten für die beiden Marathonwettbewerbe und zwei Ersatzathleten wurden in der ersten Nominierungsrunde am 14. Mai 2024 durch den DOSB nominiert. Am 5. Juli 2024 nominierte der DOSB in der letzten offiziellen Nominierungsrunde 81 weitere Leichtathleten für das deutsche Team in Paris. Darunter waren elf Ersatzathleten. Für die Staffelwettbewerbe wurde zunächst ein Pool an Athleten nominiert, aus denen die genauen Starter zu einem späteren Zeitpunkt bestimmt wurden. Nach öffentlichen Unmutsbekundungen über die Nominierung von Alica Schmidt anstatt von Luna Bulmahn für die 4-mal-400-Meter-Mixed-Staffel wurde Luna Bulmahn aus den Staffelpool gestrichen.
Laufen und Gehen
| Athleten                                                                                      | Wettbewerb          | Vorlauf      | Vorlauf | Hoffnungslauf | Hoffnungslauf | Halbfinale    | Halbfinale    | Finale        | Finale        | Rang   |
| Athleten                                                                                      | Wettbewerb          | Zeit         | Rang    | Zeit          | Rang          | Zeit          | Rang          | Zeit          | Rang          | Rang   |
| --------------------------------------------------------------------------------------------- | ------------------- | ------------ | ------- | ------------- | ------------- | ------------- | ------------- | ------------- | ------------- | ------ |
| Frauen                                                                                        |                     |              |         |               |               |               |               |               |               |        |
| Rebekka Haase                                                                                 | 100 m               | 11,28 s      | 5       | —             | —             | ausgeschieden | ausgeschieden | ausgeschieden | ausgeschieden | 32     |
| Gina Lückenkemper                                                                             | 100 m               | 11,08 s      | 3       | —             | —             | 11,09 s       | 4             | ausgeschieden | ausgeschieden | 10     |
| Majtie Kolberg                                                                                | 800 m               | 2:00,55 min  | 5       | 1:59,08 min   | 1             | 1:58,52 min   | 7             | ausgeschieden | ausgeschieden | 15     |
| Nele Weßel                                                                                    | 1500 m              | 4:08,55 min  | 11      | 4:07,22 min   | 9             | ausgeschieden | ausgeschieden | ausgeschieden | ausgeschieden | 30     |
| Hanna Klein                                                                                   | 5000 m              | 15:31,85 min | 14      | —             | —             | —             | —             | ausgeschieden | ausgeschieden | 31     |
| Carolina Krafzik                                                                              | 400 m Hürden        | 58,49 s      | 8       | 56,02 s       | 6             | ausgeschieden | ausgeschieden | ausgeschieden | ausgeschieden | 29     |
| Olivia Gürth                                                                                  | 3000 m Hindernis    | 9:16,47 min  | 6       | —             | —             | —             | —             | ausgeschieden | ausgeschieden | 17     |
| Gesa Felicitas Krause                                                                         | 3000 m Hindernis    | 9:10,68 min  | 3       | —             | —             | —             | —             | 9:26,96 min   | 14            | 14     |
| Lea Meyer                                                                                     | 3000 m Hindernis    | 9:14,85 min  | 3       | —             | —             | —             | —             | 9:09,59 min   | 10            | 10     |
| Laura Hottenrott                                                                              | Marathon            | —            | —       | —             | —             | —             | —             | 2:31:19 h     | 38            | 38     |
| Melat Yisak Kejeta                                                                            | Marathon            | —            | —       | —             | —             | —             | —             | DNF           | DNF           | DNF    |
| Domenika Mayer                                                                                | Marathon            | —            | —       | —             | —             | —             | —             | 2:30:14 h     | 29            | 29     |
| Saskia Feige                                                                                  | 20 km Gehen         | —            | —       | —             | —             | —             | —             | 1:33:23 h     | 28            | 28     |
| Alexandra Burghardt (Finale) Rebekka Haase Sophia Junk (Vorlauf) Gina Lückenkemper Lisa Mayer | 4 × 100 m           | 42,15 s      | 2       | —             | —             | —             | —             | 41,97 s       | 3             | Bronze |
| Skadi Schier Alica Schmidt Mona Mayer Eileen Demes                                            | 4 × 400 m           | 3:26,95 min  | 7       | —             | —             | —             | —             | ausgeschieden | ausgeschieden | 11     |
| Männer                                                                                        |                     |              |         |               |               |               |               |               |               |        |
| Owen Ansah                                                                                    | 100 m               | 10,22 s      | 5       | —             | —             | ausgeschieden | ausgeschieden | ausgeschieden | ausgeschieden | 38     |
| Joshua Hartmann                                                                               | 100 m               | 10,16 s      | 3       | —             | —             | 10,16 s       | 7             | ausgeschieden | ausgeschieden | 24     |
| Joshua Hartmann                                                                               | 200 m               | 20,30 s      | 3       | —             | —             | 20,47 s       | 5             | ausgeschieden | ausgeschieden | 12     |
| Jean Paul Bredau                                                                              | 400 m               | 45,07 s      | 4       | 45,40 s       | 3             | ausgeschieden | ausgeschieden | ausgeschieden | ausgeschieden | 25     |
| Robert Farken                                                                                 | 1500 m              | 3:36,62 min  | 6       | —             | —             | 3:33,35 min   | 7             | ausgeschieden | ausgeschieden | 18     |
| Marius Probst                                                                                 | 1500 m              | 3:35,65 min  | 7       | 3:36,54 min   | 8             | ausgeschieden | ausgeschieden | ausgeschieden | ausgeschieden | 37     |
| Manuel Mordi                                                                                  | 110 m Hürden        | 13,48 s      | 4       | 13,55 s       | 4             | ausgeschieden | ausgeschieden | ausgeschieden | ausgeschieden | 28     |
| Joshua Abuaku                                                                                 | 400 m Hürden        | 49,00 s      | 4       | 48,87 s       | 2             | 50,19 s       | 8             | ausgeschieden | ausgeschieden | 23     |
| Emil Agyekum                                                                                  | 400 m Hürden        | 49,38 s      | 4       | 48,67 s       | 2             | 48,78 s       | 5             | ausgeschieden | ausgeschieden | 13     |
| Constantin Preis                                                                              | 400 m Hürden        | 49,99 s      | 8       | 51,02 s       | 5             | ausgeschieden | ausgeschieden | ausgeschieden | ausgeschieden | 33     |
| Karl Bebendorf                                                                                | 3000 m Hindernis    | 8:20,46 min  | 7       | —             | —             | —             | —             | ausgeschieden | ausgeschieden | 18     |
| Frederik Ruppert                                                                              | 3000 m Hindernis    | 8:25,31 min  | 6       | —             | —             | —             | —             | ausgeschieden | ausgeschieden | 22     |
| Velten Schneider                                                                              | 3000 m Hindernis    | 8:25,75 min  | 10      | —             | —             | —             | —             | ausgeschieden | ausgeschieden | 23     |
| Samuel Fitwi Sibhatu                                                                          | Marathon            | —            | —       | —             | —             | —             | —             | 2:09:50 h     | 15            | 15     |
| Amanal Petros                                                                                 | Marathon            | —            | —       | —             | —             | —             | —             | DNF           | DNF           | DNF    |
| Richard Ringer                                                                                | Marathon            | —            | —       | —             | —             | —             | —             | 2:09:18 h     | 12            | 12     |
| Christopher Linke                                                                             | 20 km Gehen         | —            | —       | —             | —             | —             | —             | 1:20:35 h     | 19            | 19     |
| Leo Köpp                                                                                      | 20 km Gehen         | —            | —       | —             | —             | —             | —             | 1:21:36 h     | 23            | 23     |
| Kevin Kranz Owen Ansah Yannick Wolf Lucas Ansah-Peprah                                        | 4 × 100 m           | 38,53 s      | 5       | —             | —             | —             | —             | ausgeschieden | ausgeschieden | 13     |
| Jean Paul Bredau Marc Koch Tyrel Prenz Julian Wagner                                          | 4 × 400 m           | 3:00,29 min  | 6       | —             | —             | —             | —             | ausgeschieden | ausgeschieden | 10     |
| Mixed                                                                                         |                     |              |         |               |               |               |               |               |               |        |
| Jean Paul Bredau Alica Schmidt Manuel Sanders Eileen Demes                                    | 4 × 400 m           | 3:15,63 min  | 15      | —             | —             | —             | —             | ausgeschieden | ausgeschieden | 15     |
| Saskia Feige Christopher Linke                                                                | Gehen Mixed-Staffel | —            | —       | —             | —             | —             | —             | 2:56:14 h     | 10            | 10     |

*Als Ersatzathleten wurden Deborah Schöneborn (Marathon Frauen), Lena Sonntag (Gehen Mixed-Staffel), Annkathrin Hoven, Karolina Pahlitzsch, Jessica-Bianca Wessolly (alle Staffel Frauen), Hendrik Pfeiffer (Marathon Männer), Jonathan Hilbert (Gehen Mixed-Staffel), Aleksandar Ašković, Fabian Dammermann, Niklas Klei und Lukas Krappe (alle Staffel Männer) nominiert.
Springen und Werfen
| Athleten             | Wettbewerb     | Qualifikation | Qualifikation | Finale        | Finale        | Rang          |
| Athleten             | Wettbewerb     | Weite/Höhe    | Rang          | Weite/Höhe    | Rang          | Rang          |
| -------------------- | -------------- | ------------- | ------------- | ------------- | ------------- | ------------- |
| Frauen               |                |               |               |               |               |               |
| Christina Honsel     | Hochsprung     | 1,95 m        | 6             | 1,95 m        | 6             | 6             |
| Imke Onnen           | Hochsprung     | 1,92 m        | 14            | ausgeschieden | ausgeschieden | 14            |
| Anjuli Knäsche       | Stabhochsprung | 4,40 m        | 12            | 4,40 m        | 14            | 14            |
| Mikaelle Assani      | Weitsprung     | 6,24 m        | 28            | ausgeschieden | ausgeschieden | 28            |
| Malaika Mihambo      | Weitsprung     | 6,86 m        | 3             | 6,98 m        | 2             | Silber        |
| Laura Raquel Müller  | Weitsprung     | 6,40 m        | 20            | ausgeschieden | ausgeschieden | 20            |
| Alina Kenzel         | Kugelstoßen    | 18,16 m       | 11            | 18,21 m       | 9             | 9             |
| Katharina Maisch     | Kugelstoßen    | 17,86 m       | 16            | ausgeschieden | ausgeschieden | 16            |
| Yemisi Ogunleye      | Kugelstoßen    | 19,24 m       | 3             | 20,00 m       | 1             | Gold          |
| Kristin Pudenz       | Diskuswurf     | 63,45 m       | 8             | 60,38 m       | 10            | 10            |
| Marike Steinacker    | Diskuswurf     | 62,63 m       | 12            | 65,37 m       | 4             | 4             |
| Claudine Vita        | Diskuswurf     | 62,70 m       | 11            | 63,62 m       | 6             | 6             |
| Christin Hussong     | Speerwurf      | 59,99 m       | 18            | ausgeschieden | ausgeschieden | 18            |
| Männer               |                |               |               |               |               |               |
| Tobias Potye         | Hochsprung     | NM            | NM            | ausgeschieden | ausgeschieden | ausgeschieden |
| Torben Blech         | Stabhochsprung | 5,40 m        | 23            | ausgeschieden | ausgeschieden | 23            |
| Bo Kanda Lita Baehre | Stabhochsprung | 5,75 m        | 10            | 5,70 m        | 9             | 9             |
| Oleg Zernikel        | Stabhochsprung | 5,75 m        | 1             | 5,70 m        | 9             | 9             |
| Simon Batz           | Weitsprung     | 7,90 m        | 12            | 8,07 m        | 6             | 6             |
| Max Heß              | Dreisprung     | 16,98 m       | 7             | 17,38 m       | 7             | 7             |
| Merlin Hummel        | Hammerwurf     | 75,25 m       | 12            | 76,03 m       | 10            | 10            |
| Sören Klose          | Hammerwurf     | 71,20 m       | 28            | ausgeschieden | ausgeschieden | 28            |
| Henrik Janssen       | Diskuswurf     | NM            | NM            | ausgeschieden | ausgeschieden | ausgeschieden |
| Clemens Prüfer       | Diskuswurf     | 66,36 m       | 4             | 67,41 m       | 6             | 6             |
| Mika Sosna           | Diskuswurf     | 61,81 m       | 21            | ausgeschieden | ausgeschieden | 21            |
| Max Dehning          | Speerwurf      | 79,24 m       | 22            | ausgeschieden | ausgeschieden | 22            |
| Julian Weber         | Speerwurf      | 87,76 m       | 3             | 87,40 m       | 6             | 6             |

*Als Ersatzathletinnen wurden Shanice Craft (Diskus Frauen) und Julia Ritter (Kugelstoßen Frauen) nominiert.
Mehrkampf 
| Athletinnen       | 100 m Hürden | 100 m Hürden | Hochsprung | Hochsprung | Kugelstoßen | Kugelstoßen | 200 m   | 200 m  | Weitsprung | Weitsprung | Speerwurf | Speerwurf | 800 m       | 800 m  | Punkte | Rang |
| Athletinnen       | Zeit         | Punkte       | Höhe       | Punkte     | Weite       | Punkte      | Zeit    | Punkte | Weite      | Punkte     | Weite     | Punkte    | Zeit        | Punkte | Punkte | Rang |
| ----------------- | ------------ | ------------ | ---------- | ---------- | ----------- | ----------- | ------- | ------ | ---------- | ---------- | --------- | --------- | ----------- | ------ | ------ | ---- |
| Siebenkampf       |              |              |            |            |             |             |         |        |            |            |           |           |             |        |        |      |
| Carolin Schäfer   | 13,42 s      | 1062         | 1,71 m     | 867        | 14,02 m     | 795         | 23,85 s | 995    | 5,52 m     | 706        | 46,45 m   | 791       | 2:16,78 min | 868    | 6084   | 17   |
| Sophie Weißenberg | DNS          | DNS          | DNS        | DNS        | DNS         | DNS         | DNS     | DNS    | DNS        | DNS        | DNS       | DNS       | DNS         | DNS    | DNS    | DNS  |

| Athleten         | 100 m   | 100 m | Weitsprung | Weitsprung | Kugelstoßen | Kugelstoßen | Hochsprung | Hochsprung | 400 m   | 400 m | 110 m Hürden | 110 m Hürden | Diskuswurf | Diskuswurf | Stabhochsprung | Stabhochsprung | Speerwurf | Speerwurf | 1500 m      | 1500 m | Punkte | Rang   |
| Athleten         | Zeit    | Pkte. | Weite      | Pkte.      | Weite       | Pkte.       | Höhe       | Pkte.      | Zeit    | Pkte. | Zeit         | Pkte.        | Weite      | Pkte.      | Höhe           | Pkte.          | Weite     | Pkte.     | Zeit        | Pkte.  | Punkte | Rang   |
| ---------------- | ------- | ----- | ---------- | ---------- | ----------- | ----------- | ---------- | ---------- | ------- | ----- | ------------ | ------------ | ---------- | ---------- | -------------- | -------------- | --------- | --------- | ----------- | ------ | ------ | ------ |
| Zehnkampf        |         |       |            |            |             |             |            |            |         |       |              |              |            |            |                |                |           |           |             |        |        |        |
| Till Steinforth* | 10,52 s | 970   | 7,61 m     | 962        | 13,96 m     | 726         | 1,96 m     | 767        | 47,96 s | 911   | 14,37 s      | 927          | 42,59 m    | 717        | 4,70 m         | 819            | 59,14 m   | 725       | 4:45,43 min | 646    | 8170   | 15     |
| Niklas Kaul      | 11,34 s | 786   | 7,09 m     | 835        | 14,24 m     | 743         | 2,02 m     | 822        | 49,13 s | 855   | 14,53 s      | 907          | 46,28 m    | 793        | 4,80 m         | 849            | 77,78 m   | 1009      | 4:15,00 min | 846    | 8445   | 8      |
| Leo Neugebauer   | 10,67 s | 935   | 7,98 m     | 1056       | 16,55 m     | 885         | 2,05 m     | 850        | 47,70 s | 924   | 14,51 s      | 910          | 53,33 m    | 940        | 5,00 m         | 910            | 56,64 m   | 687       | 4:44,67 min | 651    | 8748   | Silber |

*Manuel Eitel musste aufgrund einer Coronainfektion seine Teilnahme zurückziehen. Für ihn trat Till Steinforth an.

### Moderner Fünfkampf
Im Rahmen der Europaspiele 2023 konnten sich Annika Zillekens und Marvin Dogue Startplätze für die olympischen Wettkämpfe sichern. Anders als in vielen anderen Sportarten waren die erreichten Qualifikationsplätze dabei an sie persönlich gebunden und konnten nicht durch den DOSB frei vergeben werden. Dennoch mussten beide Athleten noch abschließend durch den DOSB formal nominiert werden. Gleiches galt für Rebecca Langrehr und Fabian Liebig, die sich über das UIPM-Ranking qualifizierten. Im Rahmen der vierten Nominierungsrunde am 2. Juli 2024 wurden die vier Fünfkämpfer offiziell nominiert.
| Athleten         | Fechten | Fechten | Halbfinale | Halbfinale | Halbfinale    | Halbfinale | Halbfinale | Halbfinale | Halbfinale | Halbfinale | Halbfinale | Finale        | Finale        | Finale        | Finale        | Finale        | Finale        | Finale        | Punkte        | Rang |
| Athleten         | Bilanz  | Punkte  | Reiten     | Reiten     | Fechten Bonus | Schwimmen  | Schwimmen  | Combined   | Combined   | Punkte     | Rang       | Reiten        | Reiten        | Fechten Bonus | Schwimmen     | Schwimmen     | Combined      | Combined      | Punkte        | Rang |
| Athleten         | Bilanz  | Punkte  | Zeit       | Punkte     | Punkte        | Zeit (min) | Punkte     | Zeit (min) | Punkte     | Punkte     | Rang       | Zeit          | Punkte        | Punkte        | Zeit (min)    | Punkte        | Zeit (min)    | Punkte        | Punkte        | Rang |
| ---------------- | ------- | ------- | ---------- | ---------- | ------------- | ---------- | ---------- | ---------- | ---------- | ---------- | ---------- | ------------- | ------------- | ------------- | ------------- | ------------- | ------------- | ------------- | ------------- | ---- |
| Frauen           |         |         |            |            |               |            |            |            |            |            |            |               |               |               |               |               |               |               |               |      |
| Annika Zillekens | 17:18   | 215     | 71,56 s    | 275        | 0             | 2:18,88    | 273        | 11:11,93   | 629        | 1387       | 10         | 56,69 s       | 300           | 2             | 2:20,71       | 269           | 11:45,71      | 595           | 1376          | 15   |
| Rebecca Langrehr | 18:17   | 220     | DNS        | 0          | 0             | 2:19,58    | 271        | 12:44,33   | 536        | 1022       | 18         | ausgeschieden | ausgeschieden | ausgeschieden | ausgeschieden | ausgeschieden | ausgeschieden | ausgeschieden | ausgeschieden | 36   |
| Männer           |         |         |            |            |               |            |            |            |            |            |            |               |               |               |               |               |               |               |               |      |
| Marvin Dogue     | 20:15   | 225     | 56,96 s    | 286        | 8             | 2:07,95    | 295        | 10:11,78   | 689        | 1503       | 6          | 52,65 s       | 293           | 0             | 2:07,00       | 296           | 9:54,76       | 706           | 1520          | 8    |
| Fabian Liebig    | 17:18   | 210     | 58,15 s    | 300        | 0             | 2:03,81    | 303        | 10:09,13   | 691        | 1504       | 6          | 56,43 s       | 300           | 0             | 2:04,18       | 302           | 10:05,62      | 695           | 1507          | 12   |

### Radsport

#### Bahn
Über die entsprechenden Qualifikationsranglisten des Weltverbandes hatten sich die deutschen Bahnradsportler das maximale Startkontingent gesichert. Bei den Männern und Frauen war man damit in allen Wettbewerben vertreten. Im Keirin und im Sprint konnten zudem je zwei Sportler an den Start gehen. Die Nominierung der Sportler erfolgte im Rahmen der vierten Nominierungsrunde am 2. Juli 2024.
Keirin
| Athleten             | Wettbewerb | 1. Runde | Hoffnungslauf | Viertelfinale | Halbfinale    | Finale        | Rang |
| -------------------- | ---------- | -------- | ------------- | ------------- | ------------- | ------------- | ---- |
| Frauen               |            |          |               |               |               |               |      |
| Lea Sophie Friedrich | Keirin     | 2        | —             | 1             | 6             | 1             | 7    |
| Emma Hinze           | Keirin     | 1        | —             | 2             | 3             | 5             | 5    |
| Männer               |            |          |               |               |               |               |      |
| Maximilian Dörnbach  | Keirin     | 6        | 4             | ausgeschieden | ausgeschieden | ausgeschieden | 23   |
| Luca Spiegel         | Keirin     | 6        | 2             | 4             | DNF           | 3             | 9    |

Madison
| Athleten                                | Wettbewerb | Punkte | Rang |
| --------------------------------------- | ---------- | ------ | ---- |
| Frauen                                  |            |        |      |
| Franziska Brauße Lena Charlotte Reißner | Madison    | 0      | 13   |
| Männer                                  |            |        |      |
| Roger Kluge Theo Reinhardt              | Madison    | 23     | 5    |

Omnium
| Athleten            | Wettbewerb | Scratch | Scratch | Temporennen | Temporennen | Ausscheidungsfahren | Ausscheidungsfahren | Punktefahren | Gesamt | Rang |
| Athleten            | Wettbewerb | Rang    | Punkte  | Rang        | Punkte      | Rang                | Punkte              | Punkte       | Gesamt | Rang |
| ------------------- | ---------- | ------- | ------- | ----------- | ----------- | ------------------- | ------------------- | ------------ | ------ | ---- |
| Frauen              |            |         |         |             |             |                     |                     |              |        |      |
| Franziska Brauße    | Omnium     | 18      | 6       | 5           | 32          | 22                  | 1                   | 2            | 41     | 18   |
| Männer              |            |         |         |             |             |                     |                     |              |        |      |
| Tim Torn Teutenberg | Omnium     | 10      | 22      | 3           | 36          | 3                   | 36                  | 4            | 98     | 7    |

Sprint
| Athleten             | Wettbewerb | Qualifikation | Qualifikation | 1. Runde     | 1. Runde | 1. Runde Hoffnungslauf | 1. Runde Hoffnungslauf | 2. Runde      | 2. Runde      | 2. Runde Hoffnungslauf | 2. Runde Hoffnungslauf | Achtelfinale  | Achtelfinale  | Achtelfinale Hoffnungslauf | Achtelfinale Hoffnungslauf | Viertelfinale | Viertelfinale | Halbfinale     | Halbfinale    | Finale                              | Finale        | Rang   |
| Athleten             | Wettbewerb | Zeit          | Rang          | Gegner       | Zeit     | Gegner                 | Zeit                   | Gegner        | Zeit          | Gegner                 | Zeit                   | Gegner        | Zeit          | Gegner                     | Zeit                       | Gegner        | Ergebnis      | Gegner         | Ergebnis      | Gegner                              | Ergebnis      | Rang   |
| -------------------- | ---------- | ------------- | ------------- | ------------ | -------- | ---------------------- | ---------------------- | ------------- | ------------- | ---------------------- | ---------------------- | ------------- | ------------- | -------------------------- | -------------------------- | ------------- | ------------- | -------------- | ------------- | ----------------------------------- | ------------- | ------ |
| Frauen               |            |               |               |              |          |                        |                        |               |               |                        |                        |               |               |                            |                            |               |               |                |               |                                     |               |        |
| Lea Sophie Friedrich | Sprint     | 10,029 s      | 1             | J. Nicolaes  | 10,997 s | —                      | —                      | L. Genest     | 10,671 s      | —                      | —                      | M. Bayona     | 10,716 s      | —                          | —                          | K. Mitchell   | 2:0           | H. van de Wouw | 2:1           | E. Andrews                          | 0:2           | Silber |
| Emma Hinze           | Sprint     | 10,198 s      | 6             | Y. Verdugo   | 10,928 s | —                      | —                      | K. Clonan     | 10,886 s      | —                      | —                      | M. Sato       | 10,838 s      | —                          | —                          | E. Andrews    | 0:2           | ausgeschieden  | ausgeschieden | K. Mitchell, M. Bayona, S. Capewell | 10,844 s      | 6      |
| Männer               |            |               |               |              |          |                        |                        |               |               |                        |                        |               |               |                            |                            |               |               |                |               |                                     |               |        |
| Maximilian Dörnbach  | Sprint     | 9,655 s       | 24            | H. Lavreysen | 10,046 s | S. Vigier, Y. Obara    | 9,900 s                | ausgeschieden | ausgeschieden | ausgeschieden          | ausgeschieden          | ausgeschieden | ausgeschieden | ausgeschieden              | ausgeschieden              | ausgeschieden | ausgeschieden | ausgeschieden  | ausgeschieden | ausgeschieden                       | ausgeschieden | 24     |
| Luca Spiegel         | Sprint     | 9,479 s       | 15            | M. A. Awang  | 9,960 s  | J. Tjon En Fa, Zhou Y. | 10,019 s               | ausgeschieden | ausgeschieden | ausgeschieden          | ausgeschieden          | ausgeschieden | ausgeschieden | ausgeschieden              | ausgeschieden              | ausgeschieden | ausgeschieden | ausgeschieden  | ausgeschieden | ausgeschieden                       | ausgeschieden | 18     |

Teamsprint und Teamverfolgung
| Athleten                                                                                     | Wettbewerb            | Qualifikation | Qualifikation | 1. Runde       | 1. Runde      | 1. Runde      | Finals        | Finals        | Rang   |
| Athleten                                                                                     | Wettbewerb            | Zeit          | Rang          | Gegner         | Zeit          | Rang          | Gegner        | Zeit          | Rang   |
| -------------------------------------------------------------------------------------------- | --------------------- | ------------- | ------------- | -------------- | ------------- | ------------- | ------------- | ------------- | ------ |
| Frauen                                                                                       |                       |               |               |                |               |               |               |               |        |
| Lea Sophie Friedrich Emma Hinze Pauline Grabosch                                             | Teamsprint            | 45,644 s      | 3             | Mexiko         | 45,377 s      | 3             | Niederlande   | 45,400 s      | Bronze |
| Franziska Brauße Lisa Klein Mieke Kröger Lena Charlotte Reißner Laura Süßemilch              | Mannschaftsverfolgung | 4:08,313 min  | 5             | Kanada         | 4:07,908 min  | 5             | Frankreich    | 4:08,349 min  | 6      |
| Männer                                                                                       |                       |               |               |                |               |               |               |               |        |
| Maximilian Dörnbach Stefan Bötticher (Qualifikation) Luca Spiegel Nik Schröter (ab 1. Runde) | Teamsprint            | 43,009 s      | 7             | Großbritannien | 42,348 s      | 5             | Japan         | 42,280 s      | 6      |
| Roger Kluge Theo Reinhardt Tobias Buck-Gramcko Tim Torn Teutenberg                           | Mannschaftsverfolgung | 3:50,053 min  | 9             | ausgeschieden  | ausgeschieden | ausgeschieden | ausgeschieden | ausgeschieden | 9      |

#### Straße
Als 15. der UCI-Straßen-Weltrangliste nach Nationen durfte Deutschland im Straßenrennen der Männer mit zwei Fahrern an den Start gehen. Einer der beiden Radsportler war auch im Einzelzeitfahren startberechtigt. In der UCI-Straßen-Weltrangliste nach Nationen war das deutsche Frauenteam zum Stichtag am 17. Oktober 2023 auf Platz neun geführt. Somit durften drei Athletinnen im Straßenrennen und eine Athletin im Einzelzeitfahren an den Start gehen. Durch den 11. Platz von Antonia Niedermaier im Einzelzeitfahren bei den Weltmeisterschaften 2023 durfte im Einzelzeitfahren eine zweite Athletin an den Start gehen. Die Nominierung der Sportler erfolgte im Rahmen der vierten Nominierungsrunde am 2. Juli 2024.
| Athleten              | Wettbewerb       | Zeit         | Rang |
| --------------------- | ---------------- | ------------ | ---- |
| Frauen                |                  |              |      |
| Franziska Koch        | Straßenrennen    | 4:07:16 h    | 40   |
| Mieke Kröger          | Einzelzeitfahren | 42:28,12 min | 13   |
| Liane Lippert         | Straßenrennen    | 4:03:27 h    | 16   |
| Antonia Niedermaier   | Straßenrennen    | 4:04:23 h    | 32   |
| Antonia Niedermaier   | Einzelzeitfahren | 42:53,79 min | 15   |
| Männer                |                  |              |      |
| Nils Politt           | Straßenrennen    | 6:39:29 h    | 70   |
| Maximilian Schachmann | Straßenrennen    | 6:22:33 h    | 28   |
| Maximilian Schachmann | Einzelzeitfahren | 37:50,71 min | 9    |

#### Mountainbike
Durch den 5. Platz im olympischen Qualifikationsranking bei den Männern und den 9. Platz in der Rangliste bei den Frauen durften in Paris zwei deutsche Männer und eine Frau an den Start gehen. Die drei Sportler nominierte der DOSB im Rahmen der vierten Nominierungsrunde am 2. Juli 2024.
| Athleten          | Wettbewerb    | Zeit      | Rang |
| ----------------- | ------------- | --------- | ---- |
| Frauen            |               |           |      |
| Nina Benz         | Cross-Country | 1:33:43 h | 16   |
| Männer            |               |           |      |
| Luca Schwarzbauer | Cross-Country | 1:29:10 h | 16   |
| Julian Schelb     | Cross-Country | 1:29:08 h | 15   |

#### BMX-Rennsport
Zum Abschluss der Qualifikationsperiode wurden die deutschen Männer auf Platz elf des olympischen Qualifikationsrankings geführt und verpassten somit die Qualifikation um einen Platz. Da aber ein ungenutzter Gastgeber-Startplatz neu verteilt wurde, durfte dennoch ein deutscher Mann an den Start gehen. Auch bei den Frauen misslang zunächst die Qualifikation über die Rangliste, in der Deutschland lediglich auf dem 20. Platz geführt wurde. Durch den 15. Platz von Regula Runge bei den BMX-Rennsport-Weltmeisterschaften 2023 erhielt man dennoch auch bei den Frauen einen Startplatz für den olympischen Wettbewerb. Die Nominierung der beiden Athleten sowie von zwei Ersatzathleten fand im Rahmen der dritten Nominierungsrunde am 25. Juni 2024 statt.
| Athleten      | Wettbewerb | Viertelfinale | Viertelfinale | Halbfinale    | Halbfinale    | Finale        | Finale        | Rang |
| Athleten      | Wettbewerb | Punkte        | Rang          | Punkte        | Rang          | Zeit          | Rang          | Rang |
| ------------- | ---------- | ------------- | ------------- | ------------- | ------------- | ------------- | ------------- | ---- |
| Frauen        |            |               |               |               |               |               |               |      |
| Alina Beck    | BMX-Rennen | 20            | 21            | ausgeschieden | ausgeschieden | ausgeschieden | ausgeschieden | 21   |
| Männer        |            |               |               |               |               |               |               |      |
| Philip Schaub | BMX-Rennen | 20            | 21            | ausgeschieden | ausgeschieden | ausgeschieden | ausgeschieden | 21   |

*Als Ersatzathleten nominierte der DOSB Regula Runge (Frauen) und Julian Schmidt (Männer).

#### BMX-Freestyle
Bei der erstmals ausgetragenen olympischen Qualifikationsserie konnten keine deutschen Sportler Startplätze im BMX-Freestyle für die Olympischen Spiele gewinnen. Durch den 10. Platz von Lea Müller bei den Urban-Cycling-Weltmeisterschaften 2023 erhielt Deutschland dennoch einen Startplatz für den Wettbewerb der Frauen. Am 2. Juli 2024 wurde Müller im Rahmen der vierten Nominierungsrunde durch den DOSB für den Startplatz offiziell nominiert.
| Athleten   | Wettbewerb | Qualifikation | Qualifikation | Finale        | Finale        | Rang |
| Athleten   | Wettbewerb | Punkte        | Rang          | Punkte        | Rang          | Rang |
| ---------- | ---------- | ------------- | ------------- | ------------- | ------------- | ---- |
| Frauen     |            |               |               |               |               |      |
| Lea Müller | Freestyle  | 77,95         | 12            | ausgeschieden | ausgeschieden | 12   |

### Reiten
Die im Rahmen der jeweiligen Weltmeisterschaften im Jahr 2022 erzielten Ergebnisse ermöglichten es, in der Dressur, im Springreiten und im Vielseitigkeitsreiten in den jeweiligen Mannschaftswettbewerben an den Start zu gehen. Die jeweils nominierten Sportler waren somit auch für die Einzelentscheidungen startberechtigt. Somit war die Deutsche Reiterliche Vereinigung mit der Maximalstärke von neun Reitern und Pferden in Paris vertreten. Im Rahmen der vierten Nominierungsrunde am 2. Juli 2024 nominierte der DOSB für beide Wettbewerbe einen Pool an Athleten, aus denen die konkreten 12 Reiter (darunter drei Ersatzathleten) zu einem späteren Zeitpunkt bekanntgegeben wurden. Am 7. Juli wurden die neun Reiter, drei Ersatzreiter und ihre Pferde benannt.

#### Dressurreiten
| Athleten | Wettbewerb | Grand Prix (Qualifikation) | Grand Prix (Qualifikation) | GP Spécial     | GP Spécial | GP Kür         | GP Kür | Rang |
| Athleten | Wettbewerb | Prozent/Punkte             | Rang                       | Prozent/Punkte | Rang       | Prozent/Punkte | Rang   | Rang |
| --- | ---------- | -------------------------- | -------------------------- | -------------- | ---------- | -------------- | ------ | ---- |
| Jessica von Bredow-Werndl mit TSF Dalera BB                                                                        | Einzel     | 82,065 %                   | 1                          | —              | 90,093 %   | 1              | Gold   |      |
| Frederic Wandres mit Bluetooth OLD                                                                                 | Einzel     | 76,118 %                   | 2                          | —              | 81,350 %   | 13             | 13     |      |
| Isabell Werth mit Wendy de Fontaine                                                                                | Einzel     | 79,363 %                   | 2                          | —              | 89,614 %   | 2              | Silber |      |
| Jessica von Bredow-Werndl mit TSF Dalera BB Frederic Wandres mit Bluetooth OLD Isabell Werth mit Wendy de Fontaine | Mannschaft | 237,546 %                  | 1                          | 235,790 %      | 1          | —              | Gold   |      |

*Als Ersatzathletin wurde zunächst Ingrid Klimke mit Franziskus FRH nominiert. Sie musste Faniskus vor Beginn der Olympischen Spiele verletzungsbedingt zurückziehen. Für sie wurde Sönke Rothenberger mit Fendi nachnominiert.

#### Springreiten
| Athleten                                                                                   | Wettbewerb | Strafpunkte   | Strafpunkte   | Strafpunkte   | Strafpunkte   | Strafpunkte   | Strafpunkte   | Rang |
| Athleten                                                                                   | Wettbewerb | Einzelwertung | Einzelwertung | Einzelwertung | Nationenpreis | Nationenpreis | Nationenpreis | Rang |
| Athleten                                                                                   | Wettbewerb | Qualifikation | Finale        | Stechen       | Qualifikation | Finale        | Stechen       | Rang |
| ------------------------------------------------------------------------------------------ | ---------- | ------------- | ------------- | ------------- | ------------- | ------------- | ------------- | ---- |
| Richard Vogel mit United Touch S                                                           | Einzel     | 12            | ausgeschieden | ausgeschieden | —             | —             | —             | 55   |
| Philipp Weishaupt mit Zineday                                                              | Einzel     | 4             | 4             | ausgeschieden | —             | —             | —             | 12   |
| Christian Kukuk mit Checker                                                                | Einzel     | 4             | 0             | 0             | —             | —             | —             | Gold |
| Richard Vogel mit United Touch S Philipp Weishaupt mit Zineday Christian Kukuk mit Checker | Mannschaft | —             | —             | —             | 0             | 8             | –             | 5    |

*Als Ersatzathletin wurde Jana Wargers mit Dorette nominiert.

#### Vielseitigkeitsreiten
Nachdem Sandra Auffarths Pferd Viamant du Matz bei den letzten Gesundheitsüberprüfungen „beim Auftraben nicht ganz klar“ lief, wurde am 24. Juli 2024 bekanntgegeben, dass an ihrer Stelle Julia Krajewski mit Nickel nachrückt. Als neuer Ersatzathlet wurde Calvin Böckmann mit The Phantom of the Opera nachnominiert.
| Athleten                                                                                        | Wettbewerb | Minuspunkte Dressur | Minuspunkte Gelände | Minuspunkte Springen | Minuspunkte Springen | Minuspunkte Gesamt | Rang          |
| ----------------------------------------------------------------------------------------------- | ---------- | ------------------- | ------------------- | -------------------- | -------------------- | ------------------ | ------------- |
| Julia Krajewski mit Nickel                                                                      | Einzel     | 26,90               | 4,80                | 0,40                 | 0,00                 | 32,10              | 11            |
| Michael Jung mit fischerChipmunk FRH                                                            | Einzel     | 17,80               | 0,00                | 4,00                 | 0,00                 | 21,80              | Gold          |
| Christoph Wahler mit Carjatan S                                                                 | Einzel     | 29,40               | EL                  | ausgeschieden        | ausgeschieden        | ausgeschieden      | ausgeschieden |
| Julia Krajewski mit Nickel Michael Jung mit fischerChipmunk FRH Christoph Wahler mit Carjatan S | Mannschaft | 74,10               | 204,80              | 4,40                 | —                    | 283,30             | 14            |

*Als Ersatzathlet wurde Calvin Böckmann mit The Phantom of the Opera nominiert.

### Ringen
Die ersten Quotenplätze im Ringen wurden im Rahmen der Weltmeisterschaften 2023 vergeben. Dabei konnte einzig Luisa Niemesch durch einen fünften Platz einen Startplatz für Deutschland in der Klasse bis 62 kg bei den Frauen erringen. Beim europäischen Qualifikationsturnier in Baku erreichte das deutsche Team zwei weitere Quotenplätze. Die letzten Startplätze wurden Anfang Mai 2024 beim internationalen Qualifikationsturnier in Istanbul vergeben. Dort konnte sich das deutsche Team ebenfalls zwei Quotenplätze sichern. Die fünf Ringer wurden im Rahmen der vierten Nominierungsrunde am 2. Juli 2024 offiziell nominiert. Über die Neuverteilung von Startplätzen wurden Annika Wendle und Lucas Lazogianis nachnominiert.

#### Freier Stil
Legende: G = Gewonnen, V = Verloren, S = Schultersieg
| Athleten           | Wettbewerb       | Achtelfinale   | Achtelfinale | Viertelfinale | Viertelfinale | Halbfinale    | Halbfinale    | Hoffnungsrunde Halbfinale | Hoffnungsrunde Halbfinale | Hoffnungsrunde Finale | Hoffnungsrunde Finale | Finale        | Finale        | Rang |
| Athleten           | Wettbewerb       | Gegner         | Ergebnis     | Gegner        | Ergebnis      | Gegner        | Ergebnis      | Gegner                    | Ergebnis                  | Gegner                | Ergebnis              | Gegner        | Ergebnis      | Rang |
| ------------------ | ---------------- | -------------- | ------------ | ------------- | ------------- | ------------- | ------------- | ------------------------- | ------------------------- | --------------------- | --------------------- | ------------- | ------------- | ---- |
| Frauen             |                  |                |              |               |               |               |               |                           |                           |                       |                       |               |               |      |
| Anastasia Blayvas  | Klasse bis 50 kg | M. Stadnik     | V 2:6        | ausgeschieden | ausgeschieden | ausgeschieden | ausgeschieden | ausgeschieden             | ausgeschieden             | ausgeschieden         | ausgeschieden         | ausgeschieden | ausgeschieden | 10   |
| Annika Wendle      | Klasse bis 53 kg | M. Prevolaraki | G 3:2        | Z. Yetgil     | G 2S:5        | L. Yépez      | V 0:10        | —                         | —                         | —                     | —                     | Choe H.-g.    | V 0:10        | 5    |
| Sandra Paruszewski | Klasse bis 57 kg | A. Nichita     | V 0:9        | ausgeschieden | ausgeschieden | ausgeschieden | ausgeschieden | G. Penalber               | V 0:7                     | ausgeschieden         | ausgeschieden         | ausgeschieden | ausgeschieden | 7    |
| Luisa Niemesch     | Klasse bis 62 kg | Lee H.-b.      | S 3:0        | G. Bullen     | V 0:10        | ausgeschieden | ausgeschieden | ausgeschieden             | ausgeschieden             | ausgeschieden         | ausgeschieden         | ausgeschieden | ausgeschieden | 9    |
| Männer             |                  |                |              |               |               |               |               |                           |                           |                       |                       |               |               |      |
| Erik Thiele        | Klasse bis 97 kg | A. Silot       | V 0:5        | ausgeschieden | ausgeschieden | ausgeschieden | ausgeschieden | ausgeschieden             | ausgeschieden             | ausgeschieden         | ausgeschieden         | ausgeschieden | ausgeschieden | 11   |

#### Griechisch-römischer Stil
Legende: G = Gewonnen, V = Verloren, S = Schultersieg
| Athleten         | Wettbewerb        | Achtelfinale | Achtelfinale | Viertelfinale | Viertelfinale | Halbfinale    | Halbfinale    | Hoffnungsrunde Halbfinale | Hoffnungsrunde Halbfinale | Hoffnungsrunde Finale | Hoffnungsrunde Finale | Finale        | Finale        | Rang |
| Athleten         | Wettbewerb        | Gegner       | Ergebnis     | Gegner        | Ergebnis      | Gegner        | Ergebnis      | Gegner                    | Ergebnis                  | Gegner                | Ergebnis              | Gegner        | Ergebnis      | Rang |
| ---------------- | ----------------- | ------------ | ------------ | ------------- | ------------- | ------------- | ------------- | ------------------------- | ------------------------- | --------------------- | --------------------- | ------------- | ------------- | ---- |
| Männer           |                   |              |              |               |               |               |               |                           |                           |                       |                       |               |               |      |
| Lucas Lazogianis | Klasse bis 97 kg  | G. Rosillo   | V 5:7        | ausgeschieden | ausgeschieden | ausgeschieden | ausgeschieden | ausgeschieden             | ausgeschieden             | ausgeschieden         | ausgeschieden         | ausgeschieden | ausgeschieden | 9    |
| Jello Krahmer    | Klasse bis 130 kg | Meng L.      | V 1:4        | ausgeschieden | ausgeschieden | ausgeschieden | ausgeschieden | ausgeschieden             | ausgeschieden             | ausgeschieden         | ausgeschieden         | ausgeschieden | ausgeschieden | 13   |

### Rudern
Der größte Teil der Startplätze für Paris wurde im Rahmen der Weltmeisterschaften 2023 vergeben. So sicherte beispielsweise Oliver Zeidler durch seinen Weltmeistertitel im Einer dem Deutschen Ruderverband einen Startplatz in diesem Wettbewerb. Zwar gewannen ansonsten keine Ruderer eine Medaille in den olympischen Bootsklassen, jedoch reichten die Platzierungen in fünf weiteren Bootsklassen für das Erreichen von Quotenplätzen. Bei der finalen Qualifikationsregatta im Mai 2024 erreichte nur eines von sechs Booten die Nachqualifikation für die Olympischen Spiele. Somit war das Aufgebot der deutschen Rudermannschaft mit sieben Booten genauso klein wie bei den letzten Spielen in Tokio. Die Nominierung der Athleten in den entsprechenden Bootsklassen fand seitens des DOSB im Rahmen der dritten Nominierungsrunde am 25. Juni 2024 statt.
| Athleten | Wettbewerb             | Vorlauf     | Vorlauf | Vorlauf        | Hoffnungslauf/Viertelfinale | Hoffnungslauf/Viertelfinale | Hoffnungslauf/Viertelfinale | Halbfinale  | Halbfinale | Halbfinale    | Finale      | Finale | Rang   |
| Athleten | Wettbewerb             | Zeit        | Rang    | Qualifikation  | Zeit                        | Rang                        | Qualifikation               | Zeit        | Rang       | Qualifikation | Zeit        | Rang   | Rang   |
| --- | ---------------------- | ----------- | ------- | -------------- | --------------------------- | --------------------------- | --------------------------- | ----------- | ---------- | ------------- | ----------- | ------ | ------ |
| Frauen |                        |             |         |                |                             |                             |                             |             |            |               |             |        |        |
| Alexandra Föster | Einer                  | 7:36,35 min | 1       | Viertelfinale  | 7:30,98 min                 | 2                           | Halbfinale A/B              | 7:24,63 min | 4          | B-Finale      | 7:23,53 min | 1      | 7      |
| Pia Greiten Leonie Menzel Tabea Schendekehl Maren Völz                                                                                                 | Doppelvierer           | 6:15,28 min | 2       | A-Finale       | —                           | —                           | —                           | —           | —          | —             | 6:19,70 min | 3      | Bronze |
| Männer |                        |             |         |                |                             |                             |                             |             |            |               |             |        |        |
| Oliver Zeidler | Einer                  | 6:54,72 min | 1       | Viertelfinale  | 6:45,32 min                 | 1                           | Halbfinale A/B              | 6:35,77 min | 1          | A-Finale      | 6:37,57 min | 1      | Gold   |
| Julius Christ Sönke Kruse | Zweier ohne Steuermann | 6:38,86 min | 3       | Halbfinale A/B | —                           | —                           | —                           | 6:47,13 min | 6          | B-Finale      | 6:28,61 min | 4      | 10     |
| Jonas Gelsen Marc Weber | Doppelzweier           | 6:25,15 min | 4       | Hoffnungslauf  | 6:34,59 min                 | 2                           | Halbfinale A/B              | 6:17,69 min | 4          | B-Finale      | 6:17,07 min | 3      | 9      |
| Max Appel Anton Finger Tim Ole Naske Moritz Wolff | Doppelvierer *         | 5:46,90 min | 3       | Hoffnungslauf  | 5:52,39 min                 | 1                           | A-Finale                    | —           | —          | —             | 5:50,62 min | 5      | 5      |
| Frederik Breuer Benedict Eggeling Laurits Follert Torben Johannesen Max John Olaf Roggensack Mattes Schönherr Wolf-Niclas Schröder Jonas Wiesen (Stm.) | Achter                 | 5:41,63 min | 3       | Hoffnungslauf  | 5:29,17 min                 | 2                           | Finale                      | —           | —          | —             | 5:29,80 min | 4      | 4      |

### Schießen
Die Qualifikation im Schießsport erfolgt über verschiedenste globale und kontinentale Qualifikationsveranstaltungen. Seit den Europameisterschaften mit der Flinte 2022 wurden Stück für Stück Quotenplätze durch die deutschen Schützen erreicht. Die ersten sieben Schützen wurden im Rahmen der zweiten Nominierungsrunde durch den DOSB benannt. Sechs weitere Athleten kamen bei der dritten Nominierungsrunde hinzu.
| Athleten                       | Wettbewerb                                 | Qualifikation   | Qualifikation | Finale          | Finale        | Rang |
| Athleten                       | Wettbewerb                                 | Ringe/ Scheiben | Rang          | Ringe/ Scheiben | Rang          | Rang |
| ------------------------------ | ------------------------------------------ | --------------- | ------------- | --------------- | ------------- | ---- |
| Frauen                         |                                            |                 |               |                 |               |      |
| Josefin Eder                   | 25 m Sportpistole                          | 569             | 36            | ausgeschieden   | ausgeschieden | 36   |
| Josefin Eder                   | 10 m Luftpistole                           | 567             | 30            | ausgeschieden   | ausgeschieden | 30   |
| Doreen Vennekamp               | 25 m Sportpistole                          | 583             | 13            | ausgeschieden   | ausgeschieden | 13   |
| Doreen Vennekamp               | 10 m Luftpistole                           | 572             | 20            | ausgeschieden   | ausgeschieden | 20   |
| Jolyn Beer                     | 50 m Kleinkalibergewehr Dreistellungskampf | 587             | 9             | ausgeschieden   | ausgeschieden | 9    |
| Anna Janßen                    | 50 m Kleinkalibergewehr Dreistellungskampf | 587             | 9             | ausgeschieden   | ausgeschieden | 9    |
| Anna Janßen                    | 10 m Luftgewehr                            | 627,5           | 19            | ausgeschieden   | ausgeschieden | 19   |
| Lisa Müller                    | 10 m Luftgewehr                            | 626,5           | 25            | ausgeschieden   | ausgeschieden | 25   |
| Nadine Messerschmidt           | Skeet                                      | 117             | 17            | ausgeschieden   | ausgeschieden | 17   |
| Nele Wißmer                    | Skeet                                      | 120             | 8             | ausgeschieden   | ausgeschieden | 8    |
| Kathrin Murche                 | Trap                                       | 119             | 11            | ausgeschieden   | ausgeschieden | 11   |
| Männer                         |                                            |                 |               |                 |               |      |
| Florian Peter                  | 25 m Schnellfeuerpistole                   | 585             | 6             | 20              | 4             | 4    |
| Christian Reitz                | 25 m Schnellfeuerpistole                   | 577             | 23            | ausgeschieden   | ausgeschieden | 23   |
| Christian Reitz                | 10 m Luftpistole                           | 580             | 3             | 177,6           | 5             | 5    |
| Maximilian Ulbrich             | 50 m Kleinkalibergewehr Dreistellungskampf | 588             | 17            | ausgeschieden   | ausgeschieden | 17   |
| Maximilian Ulbrich             | 10 m Luftgewehr                            | 628,9           | 14            | ausgeschieden   | ausgeschieden | 14   |
| Robin Walter                   | 10 m Luftpistole                           | 577             | 8             | 158,4           | 6             | 6    |
| Sven Korte                     | Skeet                                      | 122             | 8             | ausgeschieden   | ausgeschieden | 8    |
| Mixed                          |                                            |                 |               |                 |               |      |
| Anna Janßen Maximilian Ulbrich | 10 m Luftgewehr Mixed Team                 | 629,7           | 4             | Kasachstan 5:17 | 4             | 4    |
| Josefin Eder Christian Reitz   | 10 m Luftpistole Mixed Team                | 577             | 6             | ausgeschieden   | ausgeschieden | 6    |
| Doreen Vennekamp Robin Walter  | 10 m Luftpistole Mixed Team                | 576             | 9             | ausgeschieden   | ausgeschieden | 9    |
| Nele Wißmer Sven Korte         | Skeet Mixed Team                           | 142             | 10            | ausgeschieden   | ausgeschieden | 10   |

### Schwimmen
Der Qualifikationszeitraum lief vom 1. März bis 23. Juni 2024. Innerhalb dieses Zeitraumes mussten die vom Weltverband vorgegebenen Normzeiten geschwommen werden. Pro Wettkampf durften maximal zwei Schwimmer an den Start gehen, auch wenn die Normzeit von mehr als zwei Sportlern geschwommen wurde. Im Freiwasser hatte Deutschland durch die Medaillen von Florian Wellbrock und Oliver Klemet bei den Weltmeisterschaften 2023 bereits das maximale Kontingent bei den Männern erreicht. Durch den Weltmeistertitel von Leonie Beck 2023 steht zudem ein Startplatz im Freiwasser bei den Frauen den deutschen Schwimmerinnen zu. Die Quotenplätze in den Staffelwettbewerben wurden mit Abschluss der Weltmeisterschaften 2024 verteilt. Mit Ausnahme der 4 × 100-m-Freistilstaffel der Frauen gehörten die deutsche Mannschaften zu den 13 zeitschnellsten Staffeln der Weltmeisterschaften 2023 und 2024, womit sie in sechs der sieben Staffelwettkämpfe startberechtigt waren.
Aus den nationalen Nominierungskriterien ging hervor, dass Schwimmer mit einer Top-4-Platzierung bei den Weltmeisterschaften 2023 oder den Weltmeisterschaften 2024 nominiert wurden. Am 4. Juni nominierte der DOSB im Rahmen der zweiten Nominierungsrunde 24 Schwimmer für die Beckenwettbewerbe und drei Athleten für die Freiwasserwettbewerbe. Oliver Klemet und Florian Wellbrock gingen dabei sowohl im Becken als auch im Freiwasser an den Start.
| Athleten                                                     | Wettbewerb          | Vorlauf        | Vorlauf | Halbfinale    | Halbfinale    | Finale          | Finale        | Rang   |
| Athleten                                                     | Wettbewerb          | Zeit           | Rang    | Zeit          | Rang          | Zeit            | Rang          | Rang   |
| ------------------------------------------------------------ | ------------------- | -------------- | ------- | ------------- | ------------- | --------------- | ------------- | ------ |
| Frauen                                                       |                     |                |         |               |               |                 |               |        |
| Julia Mrozinski                                              | 200 m Freistil      | 1:59,87 min    | 17      | ausgeschieden | ausgeschieden | ausgeschieden   | ausgeschieden | 17     |
| Isabel Gose                                                  | 400 m Freistil      | 4:03,83 min    | 8       | —             | —             | 4:02,14 min NR  | 5             | 5      |
| Isabel Gose                                                  | 800 m Freistil      | 8:20,63 min    | 5       | —             | —             | 8:17,82 min     | 5             | 5      |
| Isabel Gose                                                  | 1500 m Freistil     | 15:53,27 min   | 4       | —             | —             | 15:41,16 min NR | 3             | Bronze |
| Leonie Märtens                                               | 400 m Freistil      | 4:09,62 min    | 14      | —             | —             | ausgeschieden   | ausgeschieden | 14     |
| Leonie Märtens                                               | 1500 m Freistil     | 16:08,69 min   | 8       | —             | —             | 16:12,57 min    | 8             | 8      |
| Leonie Märtens                                               | 10 km Freiwasser    | —              | —       | —             | —             | 2:15:57,3 h     | 22            | 22     |
| Anna Elendt                                                  | 100 m Brust         | 1:07,00 min    | 20      | ausgeschieden | ausgeschieden | ausgeschieden   | ausgeschieden | 20     |
| Angelina Köhler                                              | 100 m Schmetterling | 56,90 s        | 6       | 56,55 s       | 4             | 56,42 s         | 4             | 4      |
| Isabel Gose Nicole Maier Nele Schulze Julia Mrozinski        | 4 × 200 m Freistil  | 7:55,57 min    | 10      | —             | —             | ausgeschieden   | ausgeschieden | 10     |
| Anna Elendt Nina Holt Angelina Köhler Laura Riedemann        | 4 × 100 m Lagen     | 3:58,12 min    | 9       | —             | —             | ausgeschieden   | ausgeschieden | 9      |
| Leonie Beck                                                  | 10 km Freiwasser    | —              | —       | —             | —             | 2:06:13,4 h     | 9             | 9      |
| Männer                                                       |                     |                |         |               |               |                 |               |        |
| Artem Selin                                                  | 50 m Freistil       | 22,54 s        | 38      | ausgeschieden | ausgeschieden | ausgeschieden   | ausgeschieden | 38     |
| Josha Salchow                                                | 100 m Freistil      | 48,25 s        | 8       | 47,94 s       | 8             | 47,80 s NR      | 6             | 6      |
| Rafael Miroslaw                                              | 200 m Freistil      | 1:46,81 min    | 13      | 1:47,34 min   | 15            | ausgeschieden   | ausgeschieden | 15     |
| Lukas Märtens                                                | 200 m Freistil      | 1:46,33 min    | 10      | 1:45,36 min   | 4             | 1:45,46 min     | 5             | 5      |
| Lukas Märtens                                                | 400 m Freistil      | 3:44,13 min    | 1       | —             | —             | 3:41,78 min     | 1             | Gold   |
| Lukas Märtens                                                | 200 m Rücken        | 1:56,89 min    | 2       | 1:56,33 min   | 4             | 1:55,97 min     | 8             | 8      |
| Oliver Klemet                                                | 400 m Freistil      | 3:45,75 min    | 8       | —             | —             | 3:46,59 min     | 7             | 7      |
| Oliver Klemet                                                | 10 km Freiwasser    | —              | —       | —             | —             | 1:50:54,8 h     | 2             | Silber |
| Sven Schwarz                                                 | 800 m Freistil      | 7:43,67 min    | 6       | —             | —             | 7:43,59 min     | 5             | 5      |
| Sven Schwarz                                                 | 1500 m Freistil     | 14:51,97 min   | 10      | —             | —             | ausgeschieden   | ausgeschieden | 10     |
| Florian Wellbrock                                            | 800 m Freistil      | 7:47,91 min    | 12      | —             | —             | ausgeschieden   | ausgeschieden | 12     |
| Florian Wellbrock                                            | 1500 m Freistil     | 15:01,88 min   | 14      | —             | —             | ausgeschieden   | ausgeschieden | 14     |
| Florian Wellbrock                                            | 10 km Freiwasser    | —              | —       | —             | —             | 1:51:54,4 h     | 8             | 8      |
| Ole Braunschweig                                             | 100 m Rücken        | 53,95 s        | 18      | ausgeschieden | ausgeschieden | ausgeschieden   | ausgeschieden | 18     |
| Marek Ulrich                                                 | 100 m Rücken        | 54,63 s        | 29      | ausgeschieden | ausgeschieden | ausgeschieden   | ausgeschieden | 29     |
| Melvin Imoudu                                                | 100 m Brust         | 59,49 s        | 7       | 59,38 s       | 8 1           | 59,11 s         | 4             | 4      |
| Lucas Matzerath                                              | 100 m Brust         | 59,52 s        | 8       | 59,31 s       | 7             | 59,30 s         | 5             | 5      |
| Kaii Winkler                                                 | 100 m Schmetterling | 52,64 s        | 28      | ausgeschieden | ausgeschieden | ausgeschieden   | ausgeschieden | 28     |
| Cedric Büssing                                               | 400 m Lagen         | 4:11,52 min NR | 6       | —             | —             | 4:17,16 min     | 8             | 8      |
| Luca Armbruster Rafael Miroslaw Josha Salchow Peter Varjasi  | 4 × 100 m Freistil  | 3:13,15 min NR | 8       | —             | —             | 3:12,29 min NR  | 7             | 7      |
| Lukas Märtens Rafael Miroslaw Josha Salchow Timo Sorgius     | 4 × 200 m Freistil  | 7:06,20 min    | 5       | —             | —             | 7:09,56 min     | 8             | 8      |
| Luca Armbruster Ole Braunschweig Melvin Imoudu Josha Salchow | 4 × 100 m Lagen     | 3:32,51 min    | 8       | —             | —             | 3:32,46 min     | 7             | 7      |
| Mixed                                                        |                     |                |         |               |               |                 |               |        |
| Nina Holt Angelina Köhler Ole Braunschweig Melvin Imoudu     | 4 × 100 m Lagen     | 3:44,75 min    | 9       | —             | —             | ausgeschieden   | ausgeschieden | 9      |

### Segeln
Bei den Segel-Weltmeisterschaften 2023 konnte das deutsche Team insgesamt sechs Quotenplätze erreichen, etwa durch den zweiten Platz von Sebastian Kördel im Windsurfen iQFoiL, das erstmals bei Olympischen Spielen ausgetragen wurde. Bei den Kite-Europameisterschaften 2023 im britischen Portsmouth reichte Jannis Maus ein vierter Rang, um einen weiteren Startplatz für Deutschland zu gewinnen. Bei den iQFoiL-Weltmeisterschaften erhielt das deutsche Team durch Theresa Steinlein ebenfalls einen Quotenplatz im Windsurfen der Frauen, als die beste, noch nicht qualifizierte Nation aus Europa. Über die sogenannte Last Chance Regatta qualifizierte sich Deutschland auch in den beiden 49er Bootsklassen. Damit ging das deutsche Team bei den Wettbewerben im Marseille mit voller Mannschaftsstärke, bestehend aus zehn Booten und 14 Athleten, in den Segelwettbewerben an den Start. Der deutsche Verband hatte dem Weltverband World Sailing bereits bestätigt, dass alle erreichten Quotenplätze auch genutzt werden. Im Rahmen der dritten Nominierungsrunde am 25. Juni 2024 wurden die ersten elf Segler durch den DOSB offiziell nominiert. Die verbleibenden drei Athleten wurden am 2. Juli 2024 in der vierten Nominierungsrunde nominiert.
| Athleten                            | Wettbewerb        | Qualifikation | Qualifikation | Medal Race    | Medal Race    | Punkte        | Rang |
| Athleten                            | Wettbewerb        | Punkte        | Rang          | Punkte        | Rang          | Punkte        | Rang |
| ----------------------------------- | ----------------- | ------------- | ------------- | ------------- | ------------- | ------------- | ---- |
| Frauen                              |                   |               |               |               |               |               |      |
| Theresa Steinlein                   | Windsurfen iQFoiL | 108           | 8             | —             | 6             | —             | 6    |
| Julia Büsselberg                    | Laser Radial      | 162           | 25            | ausgeschieden | ausgeschieden | ausgeschieden | 25   |
| Leonie Meyer                        | Formula Kite      | 24            | 5             | —             | 5             | —             | 5    |
| Marla Bergmann Hanna Wille          | 49erFX            | 84            | 5             | 14            | 7             | 98            | 6    |
| Männer                              |                   |               |               |               |               |               |      |
| Sebastian Kördel                    | Windsurfen iQFoiL | 104           | 12            | ausgeschieden | ausgeschieden | ausgeschieden | 12   |
| Philipp Buhl                        | Laser             | 106           | 13            | ausgeschieden | ausgeschieden | ausgeschieden | 13   |
| Jannis Maus                         | Formula Kite      | 21            | 5             | —             | 5             | —             | 5    |
| Jakob Meggendorfer Andreas Spranger | 49er              | 109           | 12            | ausgeschieden | ausgeschieden | ausgeschieden | 12   |
| Mixed                               |                   |               |               |               |               |               |      |
| Anna Markfort Simon Diesch          | 470er             | 75            | 14            | ausgeschieden | ausgeschieden | ausgeschieden | 14   |
| Alica Stuhlemmer Paul Kohlhoff      | Nacra 17          | 90            | 8             | 10            | 5             | 100           | 8    |

### Skateboard
Über die olympische Qualifikationsrangliste konnten sich zwei deutsche Skateboarder nach dem abschließenden Qualifikationsevent im Rahmen der Olympic Qualifier Series in Budapest qualifizieren. Wie auch bei den Spielen drei Jahre zuvor in Tokio bestand das deutsche Team aus Lilly Stoephasius und Tyler Edtmayer, die beide jeweils in der Disziplin Park an den Start gingen. Beide Sportler mussten abschließend noch formal durch den DOSB nominiert werden, was am 2. Juli 2024 im Rahmen der vierten Nominierungsrunde geschah.
| Athleten          | Wettbewerb | Qualifikation | Qualifikation | Finale        | Finale        | Rang |
| Athleten          | Wettbewerb | Punkte        | Rang          | Punkte        | Rang          | Rang |
| ----------------- | ---------- | ------------- | ------------- | ------------- | ------------- | ---- |
| Frauen            |            |               |               |               |               |      |
| Lilly Stoephasius | Park       | 74,40         | 14            | ausgeschieden | ausgeschieden | 14   |
| Männer            |            |               |               |               |               |      |
| Tyler Edtmayer    | Park       | 78,20         | 17            | ausgeschieden | ausgeschieden | 17   |

### Sportklettern
Über die olympische Qualifikationsrangliste in Shanghai und Budapest konnten drei deutsche Kletterer in den Kombinationswettkämpfen persönliche Startplätze gewinnen. Alle drei mussten abschließend noch formal durch den DOSB nominiert werden, was im Rahmen der vierten Nominierungsrunde am 2. Juli 2024 geschah.
Kombination
| Athleten        | Halbfinale | Halbfinale | Halbfinale | Halbfinale | Halbfinale | Halbfinale | Finale        | Finale        | Finale        | Finale        | Finale        | Rang |
| Athleten        | Bouldern   | Bouldern   | Lead       | Lead       | Ergebnis   | Rang       | Bouldern      | Bouldern      | Lead          | Lead          | Ergebnis      | Rang |
| Athleten        | Ergebnis   | Rang       | Ergebnis   | Rang       | Ergebnis   | Rang       | Ergebnis      | Rang          | Ergebnis      | Rang          | Ergebnis      | Rang |
| --------------- | ---------- | ---------- | ---------- | ---------- | ---------- | ---------- | ------------- | ------------- | ------------- | ------------- | ------------- | ---- |
| Frauen          |            |            |            |            |            |            |               |               |               |               |               |      |
| Lucia Dörffel   | 29,2       | 16         | 51,1       | 10         | 80,3       | 16         | ausgeschieden | ausgeschieden | ausgeschieden | ausgeschieden | ausgeschieden | 16   |
| Männer          |            |            |            |            |            |            |               |               |               |               |               |      |
| Yannick Flohé   | 29,7       | 12         | 39,1       | 9          | 68,8       | 9          | ausgeschieden | ausgeschieden | ausgeschieden | ausgeschieden | ausgeschieden | 9    |
| Alexander Megos | 24,7       | 15         | 24,0       | 11         | 48,7       | 13         | ausgeschieden | ausgeschieden | ausgeschieden | ausgeschieden | ausgeschieden | 13   |

### Surfen
Als eine der acht besten Surferinnen der ISA World Surfing Games 2024, die sich noch für die Spiele qualifizierten, erreichte Camilla Kemp einen namentlichen Quotenplatz. Kemp war damit die erste deutsche Surferin in der jungen Geschichte der Sportart bei Olympischen Sommerspielen. In Tokio konnte sich keine deutsche Frau qualifizieren. Zudem hatte sich Tim Elter ebenfalls bei den World Surfing Games einen Startplatz für die Spiele gesichert. Die Wettbewerbe im Surfen fanden nicht in Paris oder Umgebung statt, sondern im Surfort Teahupoʻo auf Tahiti. Beide Athleten wurden im Rahmen der ersten Nominierungsrunde am 14. Mai 2024 durch den DOSB offiziell nominiert.
| Athleten     | Wettbewerb | 1. Runde | 1. Runde | 2. Runde   | 2. Runde   | 3. Runde      | 3. Runde      | Viertelfinale | Viertelfinale | Halbfinale    | Halbfinale    | Finale/Platz 3 | Finale/Platz 3 | Rang |
| Athleten     | Wettbewerb | Punkte   | Rang     | Gegner     | Ergebnis   | Gegner        | Ergebnis      | Gegner        | Ergebnis      | Gegner        | Ergebnis      | Gegner         | Ergebnis       | Rang |
| ------------ | ---------- | -------- | -------- | ---------- | ---------- | ------------- | ------------- | ------------- | ------------- | ------------- | ------------- | -------------- | -------------- | ---- |
| Frauen       |            |          |          |            |            |               |               |               |               |               |               |                |                |      |
| Camilla Kemp | Shortboard | 2,80     | 3        | S. Baum    | 4,94:10,50 | ausgeschieden | ausgeschieden | ausgeschieden | ausgeschieden | ausgeschieden | ausgeschieden | ausgeschieden  | ausgeschieden  | 17   |
| Männer       |            |          |          |            |            |               |               |               |               |               |               |                |                |      |
| Tim Elter    | Shortboard | 4,00     | 3        | C. O’Leary | 6,07:14,50 | ausgeschieden | ausgeschieden | ausgeschieden | ausgeschieden | ausgeschieden | ausgeschieden | ausgeschieden  | ausgeschieden  | 17   |

### Taekwondo
Über die olympische Rangliste stand Deutschland ein Quotenplatz im Schwergewicht der Frauen zu, der durch Lorena Brandl erreicht wurde. Da gemäß den Kriterien des Weltverbandes nur Athletinnen aus den Besten 20 des Rankings für eine Nominierung in Frage kamen und Brandl die einzige Deutsche war, die dieses Kriterium erfüllte, war ihre Teilnahme unter Vorbehalt der endgültigen Nominierung durch den DOSB sicher. Diese erfolgte im Rahmen der ersten Nominierungsrunde am 14. Mai 2024. Alle anderen deutschen Athleten hatten die letzte Chance auf eine Teilnahme an den Spielen beim europäischen Qualifikationsturnier verpasst.
| Athleten      | Wettbewerb        | Achtelfinale | Achtelfinale | Viertelfinale | Viertelfinale | Hoffnungsrunde Halbfinale | Hoffnungsrunde Halbfinale | Halbfinale    | Halbfinale    | Hoffnungsrunde Finale | Hoffnungsrunde Finale | Finale        | Finale        | Rang |
| Athleten      | Wettbewerb        | Gegner       | Ergebnis     | Gegner        | Ergebnis      | Gegner                    | Ergebnis                  | Gegner        | Ergebnis      | Gegner                | Ergebnis              | Gegner        | Ergebnis      | Rang |
| ------------- | ----------------- | ------------ | ------------ | ------------- | ------------- | ------------------------- | ------------------------- | ------------- | ------------- | --------------------- | --------------------- | ------------- | ------------- | ---- |
| Frauen        |                   |              |              |               |               |                           |                           |               |               |                       |                       |               |               |      |
| Lorena Brandl | Klasse über 67 kg | A. Acosta    | 2:0          | A. Laurin     | 0:2           | M. Abdussalomowa          | 2:0                       | ausgeschieden | ausgeschieden | Lee D.-b.             | 1:2                   | ausgeschieden | ausgeschieden | 5    |

### Tennis
Über die WTA- beziehungsweise ATP-Weltranglisten konnten sich insgesamt neun deutsche Tennisspieler für die Olympischen Spiele qualifizieren. Im Einzel der Frauen gingen vier, im Einzel der Männer drei Spieler an den Start. Zudem gab es zwei Frauendoppel, zwei Männerdoppel und ein Mixeddoppel. Die neun Spieler wurden vom DOSB am 25. Juni 2024 im Rahmen der dritten Nominierungsrunde offiziell nominiert. Aufgrund der kurzfristigen Absage des Südkoreaners Kwon Soon-woo rückte kurzfristig auch Maximilian Marterer ins deutsche Team auf.
| Athleten                           | Wettbewerb | 1. Runde                   | 1. Runde          | 2. Runde           | 2. Runde      | Achtelfinale                   | Achtelfinale  | Viertelfinale           | Viertelfinale    | Halbfinale    | Halbfinale    | Finale / Platz 3 | Finale / Platz 3 | Rang |
| Athleten                           | Wettbewerb | Gegner                     | Ergebnis          | Gegner             | Ergebnis      | Gegner                         | Ergebnis      | Gegner                  | Ergebnis         | Gegner        | Ergebnis      | Gegner           | Ergebnis         | Rang |
| ---------------------------------- | ---------- | -------------------------- | ----------------- | ------------------ | ------------- | ------------------------------ | ------------- | ----------------------- | ---------------- | ------------- | ------------- | ---------------- | ---------------- | ---- |
| Frauen                             |            |                            |                   |                    |               |                                |               |                         |                  |               |               |                  |                  |      |
| Angelique Kerber                   | Einzel     | N. Ōsaka                   | 7:5, 6:3          | J. Cristian        | 6:4, 3:6, 6:4 | L. Fernandez                   | 6:4, 6:3      | Zheng Q.                | 7:64, 4:6, 6:76  | ausgeschieden | ausgeschieden | ausgeschieden    | ausgeschieden    | 5    |
| Tatjana Maria                      | Einzel     | M. Carlé                   | 0:6, 0:6          | ausgeschieden      | ausgeschieden | ausgeschieden                  | ausgeschieden | ausgeschieden           | ausgeschieden    | ausgeschieden | ausgeschieden | ausgeschieden    | ausgeschieden    | 33   |
| Tamara Korpatsch                   | Einzel     | Wang X.                    | 2:6, 1:6          | ausgeschieden      | ausgeschieden | ausgeschieden                  | ausgeschieden | ausgeschieden           | ausgeschieden    | ausgeschieden | ausgeschieden | ausgeschieden    | ausgeschieden    | 33   |
| Laura Siegemund                    | Einzel     | D. Collins                 | 3:6, 0:2 Aufgabe  | ausgeschieden      | ausgeschieden | ausgeschieden                  | ausgeschieden | ausgeschieden           | ausgeschieden    | ausgeschieden | ausgeschieden | ausgeschieden    | ausgeschieden    | 33   |
| Angelique Kerber Laura Siegemund   | Doppel     | K. Boulter / H. Watson     | 2:6, 3:6          | —                  | —             | ausgeschieden                  | ausgeschieden | ausgeschieden           | ausgeschieden    | ausgeschieden | ausgeschieden | ausgeschieden    | ausgeschieden    | 17   |
| Tamara Korpatsch Tatjana Maria     | Doppel     | M. Carlé / N. Podoroska    | 3:6, 0:6          | —                  | —             | ausgeschieden                  | ausgeschieden | ausgeschieden           | ausgeschieden    | ausgeschieden | ausgeschieden | ausgeschieden    | ausgeschieden    | 17   |
| Männer                             |            |                            |                   |                    |               |                                |               |                         |                  |               |               |                  |                  |      |
| Alexander Zverev                   | Einzel     | J. Munar                   | 6:2, 6:2          | T. Macháč          | 6:3, 7:5      | A. Popyrin                     | 7:5, 6:3      | L. Musetti              | 5:7, 5:7         | ausgeschieden | ausgeschieden | ausgeschieden    | ausgeschieden    | 5    |
| Jan-Lennard Struff                 | Einzel     | F. Cabral                  | 6:2, 6:2          | C. Moutet          | DNS           | ausgeschieden                  | ausgeschieden | ausgeschieden           | ausgeschieden    | ausgeschieden | ausgeschieden | ausgeschieden    | ausgeschieden    | 17   |
| Dominik Koepfer                    | Einzel     | M. Raonic                  | 6:72, 7:65, 7:61  | M. Arnaldi         | 3:6, 6:2, 6:1 | N. Đoković                     | 5:7, 3:6      | ausgeschieden           | ausgeschieden    | ausgeschieden | ausgeschieden | ausgeschieden    | ausgeschieden    | 9    |
| Maximilian Marterer                | Einzel     | D. Lajović                 | 6:3, 6:76, 6:3    | F. Auger-Aliassime | 0:6, 1:6      | ausgeschieden                  | ausgeschieden | ausgeschieden           | ausgeschieden    | ausgeschieden | ausgeschieden | ausgeschieden    | ausgeschieden    | 17   |
| Kevin Krawietz Tim Pütz            | Doppel     | D. Medwedew / R. Safiullin | 6:4, 6:4          | —                  | —             | G. Monfils / É. Roger-Vasselin | 6:3, 6:1      | T. Macháč / A. Pavlásek | 6:3, 1:6, [5:10] | ausgeschieden | ausgeschieden | ausgeschieden    | ausgeschieden    | 5    |
| Dominik Koepfer Jan-Lennard Struff | Doppel     | N. Mektić / M. Pavić       | 6:3, 6:75, [10:5] | —                  | —             | N. Borges / F. Cabral          | 6:2, 6:2      | M. Ebden / J. Peers     | 6:72, 6:74       | ausgeschieden | ausgeschieden | ausgeschieden    | ausgeschieden    | 5    |
| Mixed                              |            |                            |                   |                    |               |                                |               |                         |                  |               |               |                  |                  |      |
| Laura Siegemund Alexander Zverev   | Mixed      | —                          | —                 | —                  | —             | K. Siniaková / T. Macháč       | 4:6, 5:7      | ausgeschieden           | ausgeschieden    | ausgeschieden | ausgeschieden | ausgeschieden    | ausgeschieden    | 9    |

### Tischtennis
Mit ihrem Titelgewinn bei den Europameisterschaften 2023 qualifizierten sich die deutschen Tischtennisspielerinnen im Mannschaftswettbewerb für die Spiele in Paris. Zudem durften auch zwei der Spielerinnen im Einzel an den Start gehen. Da Dang Qiu und Nina Mittelham bei den Europaspielen 2023 den Mixed-Wettbewerb gewannen, stand Deutschland zudem ein Quotenplatz im Mixed-Doppel zu. Die deutsche Männermannschaft qualifizierte sich durch ihren Viertelfinaleinzug bei der Weltmeisterschaft 2024. Somit durfte die deutsche Mannschaft das Startkontingent pro Nation voll ausschöpfen und drei Spielerinnen und Spieler nominieren, von denen auch jeweils zwei im Einzel startberechtigt waren. Im Rahmen der dritten Nominierungsrunde am 26. Juni nominierte der DOSB die sechs deutschen Spieler sowie zwei Ersatzathleten offiziell für Paris.
Als Ersatzathleten nominierte der DOSB zunächst Annett Kaufmann (Frauen) und Patrick Franziska (Männer). Durch die Verletzung der nominierten Han Ying rückte Shan Xiaona in den Einzel- und die eigentliche Ersatzathletin Annett Kaufmann in den Mannschaftswettbewerb nach. Als neue Ersatzathletin wurde Yuan Wan nominiert. Diese ersetzte im Teamwettbewerb Nina Mittelham verletzungsbedingt.
| Athleten                              | Wettbewerb | 1. Runde | 1. Runde | 2. Runde    | 2. Runde | 3. Runde        | 3. Runde      | Achtelfinale           | Achtelfinale  | Viertelfinale | Viertelfinale | Halbfinale    | Halbfinale    | Finale/Platz 3 | Finale/Platz 3 | Rang |
| Athleten                              | Wettbewerb | Gegner   | Erg.     | Gegner      | Erg.     | Gegner          | Erg.          | Gegner                 | Erg.          | Gegner        | Erg.          | Gegner        | Erg.          | Gegner         | Erg.           | Rang |
| ------------------------------------- | ---------- | -------- | -------- | ----------- | -------- | --------------- | ------------- | ---------------------- | ------------- | ------------- | ------------- | ------------- | ------------- | -------------- | -------------- | ---- |
| Frauen                                |            |          |          |             |          |                 |               |                        |               |               |               |               |               |                |                |      |
| Nina Mittelham                        | Einzel     | Freilos  | Freilos  | Jee M.-h.   | 4:0      | Pyon S.-g.      | 3:4           | ausgeschieden          | ausgeschieden | ausgeschieden | ausgeschieden | ausgeschieden | ausgeschieden | ausgeschieden  | ausgeschieden  | 17   |
| Shan Xiaona                           | Einzel     | Freilos  | Freilos  | G. Póta     | 3:4      | ausgeschieden   | ausgeschieden | ausgeschieden          | ausgeschieden | ausgeschieden | ausgeschieden | ausgeschieden | ausgeschieden | ausgeschieden  | ausgeschieden  | 33   |
| Wan Yuan Shan Xiaona Annett Kaufmann  | Mannschaft | —        | —        | —           | —        | —               | —             | Vereinigte Staaten     | 3:2           | Indien        | 3:1           | Japan         | 1:3           | Südkorea       | 0:3            | 4    |
| Männer                                |            |          |          |             |          |                 |               |                        |               |               |               |               |               |                |                |      |
| Dang Qiu                              | Einzel     | Freilos  | Freilos  | T. Apolónia | 4:1      | K. Gerassimenko | 3:4           | ausgeschieden          | ausgeschieden | ausgeschieden | ausgeschieden | ausgeschieden | ausgeschieden | ausgeschieden  | ausgeschieden  | 17   |
| Dimitrij Ovtcharov                    | Einzel     | Freilos  | Freilos  | M. Madrid   | 4:0      | V. Ishiy        | 4:1           | F. Lebrun              | 3:4           | ausgeschieden | ausgeschieden | ausgeschieden | ausgeschieden | ausgeschieden  | ausgeschieden  | 9    |
| Dang Qiu Dimitrij Ovtcharov Timo Boll | Mannschaft | —        | —        | —           | —        | —               | —             | Kanada                 | 3:0           | Schweden      | 0:3           | ausgeschieden | ausgeschieden | ausgeschieden  | ausgeschieden  | 5    |
| Mixed                                 |            |          |          |             |          |                 |               |                        |               |               |               |               |               |                |                |      |
| Nina Mittelham Dang Qiu               | Doppel     | —        | —        | —           | —        | —               | —             | Lim J.-h. / Shin Y.-b. | 0:4           | ausgeschieden | ausgeschieden | ausgeschieden | ausgeschieden | ausgeschieden  | ausgeschieden  | 9    |

### Triathlon
Der erste Sieg einer deutschen Mixed-Staffel seit 2012 bei der Mixed-Staffel-WM 2023 in Hamburg bedeutete die Qualifikation für die deutsche Mannschaft für die Mixed-Staffel in Paris. Die jeweiligen Athleten waren auch in den Einzelwettbewerben startberechtigt. Über die Einzel-Ranglisten konnten bei den Männern und Frauen noch ein weiterer Startplatz gewonnen werden, sodass Deutschland in Paris mit dem Maximum von sechs Triathleten vertreten war. Die entsprechenden sechs Athleten wurden vom DOSB am 4. Juni im Rahmen der zweiten Nominierungsrunde offiziell nominiert.
| Athleten                                                                                             | Wettbewerb | Zeit      | Rang |
| --- | ---------- | --------- | ---- |
| Frauen                                                                                               |            |           |      |
| Nina Eim                                                                                             | Einzel     | 1:57:13 h | 12   |
| Laura Lindemann                                                                                      | Einzel     | 1:57:01 h | 8    |
| Lisa Tertsch                                                                                         | Einzel     | 1:57:03 h | 9    |
| Männer                                                                                               |            |           |      |
| Tim Hellwig                                                                                          | Einzel     | 1:45:28 h | 18   |
| Lasse Lührs                                                                                          | Einzel     | 1:45:56 h | 21   |
| Jonas Schomburg                                                                                      | Einzel     | 1:46:26 h | 24   |
| Mixed                                                                                                |            |           |      |
| Tim Hellwig (20:06 min) Lisa Tertsch (22:42 min) Lasse Lührs (20:24 min) Laura Lindemann (22:28 min) | Staffel    | 1:25:39 h | Gold |

### Turnen

#### Gerätturnen
Mit Platz sechs im Teamwettbewerb im Rahmen der Weltmeisterschaften 2023 sicherten sich die deutschen Männer einen Quotenplatz für den Mehrkampf mit der Mannschaft. Alle fünf nominierten Turner waren zudem auch im Einzel Mehrkampf und für die Wettbewerbe an den einzelnen Geräten startberechtigt. Die deutschen Turnerinnen verpassten in Antwerpen die Qualifikation für den Mannschaftswettbewerb äußerst knapp. Nur 0,169 Punkte fehlten auf die Südkoreanerinnen, die den letzten Quotenplatz bekamen. Durch dieses Resultat stand dem DTB lediglich ein Platz für den Mehrkampf Einzel und die entsprechenden Gerätewettkämpfe zu. Durch das gute Mehrkampfergebnis von Pauline Schäfer-Betz und den 19. Platz am Boden von Sarah Voss erhielten beide Turnerinnen zudem ein persönliches Startrecht. Dieses musste der DOSB durch die formale Nominierung aber noch anerkennen. Erstmals seit 2004 war damit kein deutsches Team im Mannschaftsmehrkampf bei den Frauen qualifiziert. Der DOSB nominierte am 2. Juli 2024 im Rahmen der vierten Nominierungsrunde ein Team aus acht Athleten für die Wettbewerbe im Turnen.
| Athleten                                                       | Wettbewerb           | Qualifikation | Qualifikation | Finale        | Finale        | Rang |
| Athleten                                                       | Wettbewerb           | Punkte        | Rang          | Punkte        | Rang          | Rang |
| -------------------------------------------------------------- | -------------------- | ------------- | ------------- | ------------- | ------------- | ---- |
| Frauen                                                         |                      |               |               |               |               |      |
| Pauline Schäfer-Betz                                           | Boden                | 12,366        | 56            | ausgeschieden | ausgeschieden | 56   |
| Pauline Schäfer-Betz                                           | Schwebebalken        | 13,366        | 26            | ausgeschieden | ausgeschieden | 26   |
| Sarah Voss                                                     | Boden                | 12,866        | 31            | ausgeschieden | ausgeschieden | 31   |
| Sarah Voss                                                     | Schwebebalken        | 12,233        | 58            | ausgeschieden | ausgeschieden | 58   |
| Sarah Voss                                                     | Stufenbarren         | 13,466        | 32            | ausgeschieden | ausgeschieden | 32   |
| Sarah Voss                                                     | Mehrkampf Einzel     | 52,565        | 25            | 49,999        | 24            | 24   |
| Helen Kevric                                                   | Boden                | 13,066        | 27            | ausgeschieden | ausgeschieden | 27   |
| Helen Kevric                                                   | Schwebebalken        | 12,133        | 61            | ausgeschieden | ausgeschieden | 61   |
| Helen Kevric                                                   | Stufenbarren         | 14,600        | 8             | 14,566        | 6             | 6    |
| Helen Kevric                                                   | Mehrkampf Einzel     | 53,865        | 15            | 54,598        | 8             | 8    |
| Männer                                                         |                      |               |               |               |               |      |
| Lukas Dauser                                                   | Barren               | 15,166        | 5             | 13,700        | 7             | 7    |
| Lukas Dauser                                                   | Boden                | 12,600        | 52            | ausgeschieden | ausgeschieden | 52   |
| Nils Dunkel                                                    | Barren               | 13,966        | 41            | ausgeschieden | ausgeschieden | 41   |
| Nils Dunkel                                                    | Boden                | 12,600        | 62            | ausgeschieden | ausgeschieden | 62   |
| Nils Dunkel                                                    | Pauschenpferd        | 14,566        | 10            | ausgeschieden | ausgeschieden | 10   |
| Nils Dunkel                                                    | Reck                 | 12,800        | 48            | ausgeschieden | ausgeschieden | 48   |
| Nils Dunkel                                                    | Ringe                | 13,700        | 22            | ausgeschieden | ausgeschieden | 22   |
| Nils Dunkel                                                    | Sprung               | 13,600        | 59            | ausgeschieden | ausgeschieden | 59   |
| Nils Dunkel                                                    | Mehrkampf Einzel     | 81,232        | 24            | 81,697        | 18            | 18   |
| Andreas Toba                                                   | Pauschenpferd        | 13,066        | 42            | ausgeschieden | ausgeschieden | 42   |
| Andreas Toba                                                   | Reck                 | 14,100        | 14            | ausgeschieden | ausgeschieden | 14   |
| Andreas Toba                                                   | Ringe                | 12,966        | 51            | ausgeschieden | ausgeschieden | 51   |
| Andreas Toba                                                   | Sprung               | 14,300        | 29            | ausgeschieden | ausgeschieden | 29   |
| Timo Eder                                                      | Barren               | 13,366        | 54            | ausgeschieden | ausgeschieden | 54   |
| Timo Eder                                                      | Boden                | 13,400        | 45            | ausgeschieden | ausgeschieden | 45   |
| Timo Eder                                                      | Pauschenpferd        | 12,800        | 47            | ausgeschieden | ausgeschieden | 47   |
| Timo Eder                                                      | Reck                 | 12,266        | 57            | ausgeschieden | ausgeschieden | 57   |
| Timo Eder                                                      | Ringe                | 13,066        | 41            | ausgeschieden | ausgeschieden | 41   |
| Timo Eder                                                      | Sprung               | 13,900        | 50            | ausgeschieden | ausgeschieden | 50   |
| Timo Eder                                                      | Mehrkampf Einzel     | 78,798        | 39            | ausgeschieden | ausgeschieden | 39   |
| Pascal Brendel                                                 | Barren               | 13,133        | 56            | ausgeschieden | ausgeschieden | 56   |
| Pascal Brendel                                                 | Boden                | 13,600        | 38            | ausgeschieden | ausgeschieden | 38   |
| Pascal Brendel                                                 | Pauschenpferd        | 12,233        | 54            | ausgeschieden | ausgeschieden | 54   |
| Pascal Brendel                                                 | Reck                 | 13,466        | 27            | ausgeschieden | ausgeschieden | 27   |
| Pascal Brendel                                                 | Ringe                | 13,000        | 48            | ausgeschieden | ausgeschieden | 48   |
| Pascal Brendel                                                 | Sprung               | 13,900        | 51            | ausgeschieden | ausgeschieden | 51   |
| Pascal Brendel                                                 | Mehrkampf Einzel     | 79,332        | 36            | ausgeschieden | ausgeschieden | 36   |
| Lukas Dauser Nils Dunkel Andreas Toba Timo Eder Pascal Brendel | Mehrkampf Mannschaft | 245,395       | 11            | ausgeschieden | ausgeschieden | 11   |

#### Rhythmische Sportgymnastik
Durch den Gewinn der Silbermedaille durch Darja Varfolomeev im Mehrkampf Einzel bei den Weltmeisterschaften 2022 war Deutschland erstmals seit 2016 wieder in der Rhythmischen Sportgymnastik vertreten. Margarita Kolosov konnte bei den Weltmeisterschaften ein Jahr später ebenfalls einen deutschen Quotenplatz gewinnen. Auch die Gruppe konnte sich hier qualifizieren, sodass das deutsche Team in Paris mit der größtmöglichen Anzahl an Gymnastinnen vertreten war. Die sieben Gymnastinnen wurden am 2. Juli 2024 im Rahmen der vierten Nominierungsrunde offiziell nominiert.
| Athletinnen                                                            | Wettbewerb           | Qualifikation | Qualifikation | Finale        | Finale        | Rang |
| Athletinnen                                                            | Wettbewerb           | Punkte        | Rang          | Punkte        | Rang          | Rang |
| ---------------------------------------------------------------------- | -------------------- | ------------- | ------------- | ------------- | ------------- | ---- |
| Frauen                                                                 |                      |               |               |               |               |      |
| Darja Varfolomeev                                                      | Mehrkampf Einzel     | 136,850       | 2             | 142,850       | 1             | Gold |
| Margarita Kolosov                                                      | Mehrkampf Einzel     | 131,500       | 5             | 136,300       | 4             | 4    |
| Anja Kosan Daniella Kromm Hannah Vester Emilia Wickert Alina Oganesyan | Mehrkampf Mannschaft | 57,350        | 13            | ausgeschieden | ausgeschieden | 13   |

#### Trampolinturnen
Dank konstanter Ergebnisse in der Weltcup-Serie konnte Fabian Vogel einen Quotenplatz bei den Männern für den DTB erspringen. Damit war Deutschland erstmals seit 2016 wieder für einen Wettbewerb im Trampolinturnen bei Olympia qualifiziert, bei den Männern sogar erstmals seit 2012. Vogel wurde im Rahmen der dritten Nominierungsrunde am 25. Juni 2024 durch den DOSB offiziell nominiert.
| Athleten     | Wettbewerb | Qualifikation | Qualifikation | Finale        | Finale        | Rang |
| Athleten     | Wettbewerb | Punkte        | Rang          | Punkte        | Rang          | Rang |
| ------------ | ---------- | ------------- | ------------- | ------------- | ------------- | ---- |
| Männer       |            |               |               |               |               |      |
| Fabian Vogel | Einzel     | 56,890        | 11            | ausgeschieden | ausgeschieden | 11   |

### Volleyball
Erstmals seit 2012 waren die deutschen Volleyballer wieder für die Olympischen Sommerspiele qualifiziert. Beim Qualifikationsturnier im Herbst 2023 in Rio de Janeiro feierte die Mannschaft sieben Siege in sieben Spielen. Dabei ließ man gleich fünf in der Weltrangliste vor ihr platziere Mannschaften hinter sich. Im Turnierverlauf gab das Team dabei höchstens einen Satz pro Spiel und insgesamt nur vier Sätze ab und siegte somit unter anderem mit 3:1 gegen Italien, den Zweiten der Weltrangliste, beziehungsweise gegen Gastgeber Brasilien, den Vierten der Weltrangliste. Das Team, bestehend aus zwölf Spielern und einem Ersatzathleten, wurde durch den DOSB im Rahmen der vierten Nominierungsrunde am 2. Juli 2024 nominiert.
Deutschlands Volleyballerinnen landeten bei ihrem Qualifikationsturnier in Polen auf dem fünften Platz. Nur die ersten beiden Mannschaften erhielten einen Startplatz für die Olympischen Spiele. Auch über die Weltrangliste konnte sich die DVV-Auswahl nicht qualifizieren.
| Wettbewerb      | Männer |
| --------------- | --- |
| Athleten        | Anton Brehme Christian Fromm Georg Grozer Tobias Krick Julian Zenger Tobias Brand Moritz Karlitzek Lukas Kampa Lukas Maase Moritz Reichert Ruben Schott Johannes Tille |
| P-Akkreditierte | Jan Zimmermann |
| Trainer         | Michał Winiarski |
| Gruppenphase    | Japan 3:2 (25:17, 23:25, 20:25, 30:28, 15:12) Vereinigte Staaten 2:3 (21:25, 17:25, 25:17, 25:20, 11:15) Argentinien 3:0 (25:13, 25:21, 25:21)                         |
| Viertelfinale   | Frankreich 2:3 (25:18, 28:26, 20:25, 21:25, 13:15) |
| Halbfinale      | ausgeschieden |
| Finale          | ausgeschieden |
| Rang            | 6 |

### Wasserspringen
Durch die erzielten Resultate bei den Schwimmweltmeisterschaften 2023 erreichten die deutschen Wasserspringer je zwei Quotenplätze im Turmspringen der Frauen (10 m) und Kunstspringen der Männer (3 m). Der Sieg bei den Europaspielen 2023 im 10-Meter-Turmspringen der Männer von Timo Barthel brachte Deutschland einen weiteren Quotenplatz in dieser Disziplin ein. Die letzten Plätze wurden im Rahmen der Schwimmweltmeisterschaften 2024 in Doha vergeben. Dabei erreichte das deutsche Team zwei Startplätze in den Synchronwettbewerben und einen im 3-Meter-Kunstspringen der Frauen. Im Kunstspringen der Frauen erhielt man über die Neuverteilung von Quotenplätzen einen weiteren Startplatz. Neun Wasserspringer wurden im Rahmen der zweiten Nominierungsrunde am 4. Juni offiziell durch den DOSB nominiert.
| Athleten                     | Wettbewerb            | Vorkampf | Vorkampf | Halbfinale    | Halbfinale    | Finale        | Finale        | Rang |
| Athleten                     | Wettbewerb            | Punkte   | Rang     | Punkte        | Rang          | Punkte        | Rang          | Rang |
| ---------------------------- | --------------------- | -------- | -------- | ------------- | ------------- | ------------- | ------------- | ---- |
| Frauen                       |                       |          |          |               |               |               |               |      |
| Jette Müller                 | Kunstspringen 3 m     | 262,85   | 20       | ausgeschieden | ausgeschieden | ausgeschieden | ausgeschieden | 20   |
| Saskia Oettinghaus           | Kunstspringen 3 m     | 279,35   | 15       | 286,75        | 9             | 297,35        | 7             | 7    |
| Pauline Pfeif                | Turmspringen 10 m     | 264,15   | 21       | ausgeschieden | ausgeschieden | ausgeschieden | ausgeschieden | 21   |
| Christina Wassen             | Turmspringen 10 m     | 303,20   | 7        | 255,55        | 17            | ausgeschieden | ausgeschieden | 17   |
| Lena Hentschel Jette Müller  | Synchronspringen 3 m  | —        | —        | —             | —             | 288,69        | 6             | 6    |
| Männer                       |                       |          |          |               |               |               |               |      |
| Lars Rüdiger                 | Kunstspringen 3 m     | 301,15   | 25       | ausgeschieden | ausgeschieden | ausgeschieden | ausgeschieden | 25   |
| Moritz Wesemann              | Kunstspringen 3 m     | 398,70   | 9        | 433,00        | 8             | 363,65        | 12            | 12   |
| Timo Barthel                 | Turmspringen 10 m     | 402,65   | 12       | 411,50        | 9             | 446,20        | 6             | 6    |
| Timo Barthel Jaden Eikermann | Synchronspringen 10 m | —        | —        | —             | —             | 364,41        | 7             | 7    |